# Liste der Straßennamen von Wien/Josefstadt
1., Innere Stadt |
2., Leopoldstadt |
3., Landstraße |
4., Wieden |
5., Margareten |
6., Mariahilf |
7., Neubau |
8., Josefstadt |
9., Alsergrund |
10., Favoriten |
11., Simmering |
12., Meidling |
13., Hietzing |
14., Penzing |
15., Rudolfsheim-Fünfhaus |
16., Ottakring |
17., Hernals |
18., Währing |
19., Döbling |
20., Brigittenau |
21., Floridsdorf |
22., Donaustadt |
23., Liesing
Liste der Straßen, Gassen und Plätze des 8. Wiener Gemeindebezirks Josefstadt
| Historische Straßennamen - Literatur - Weblinks |

## A

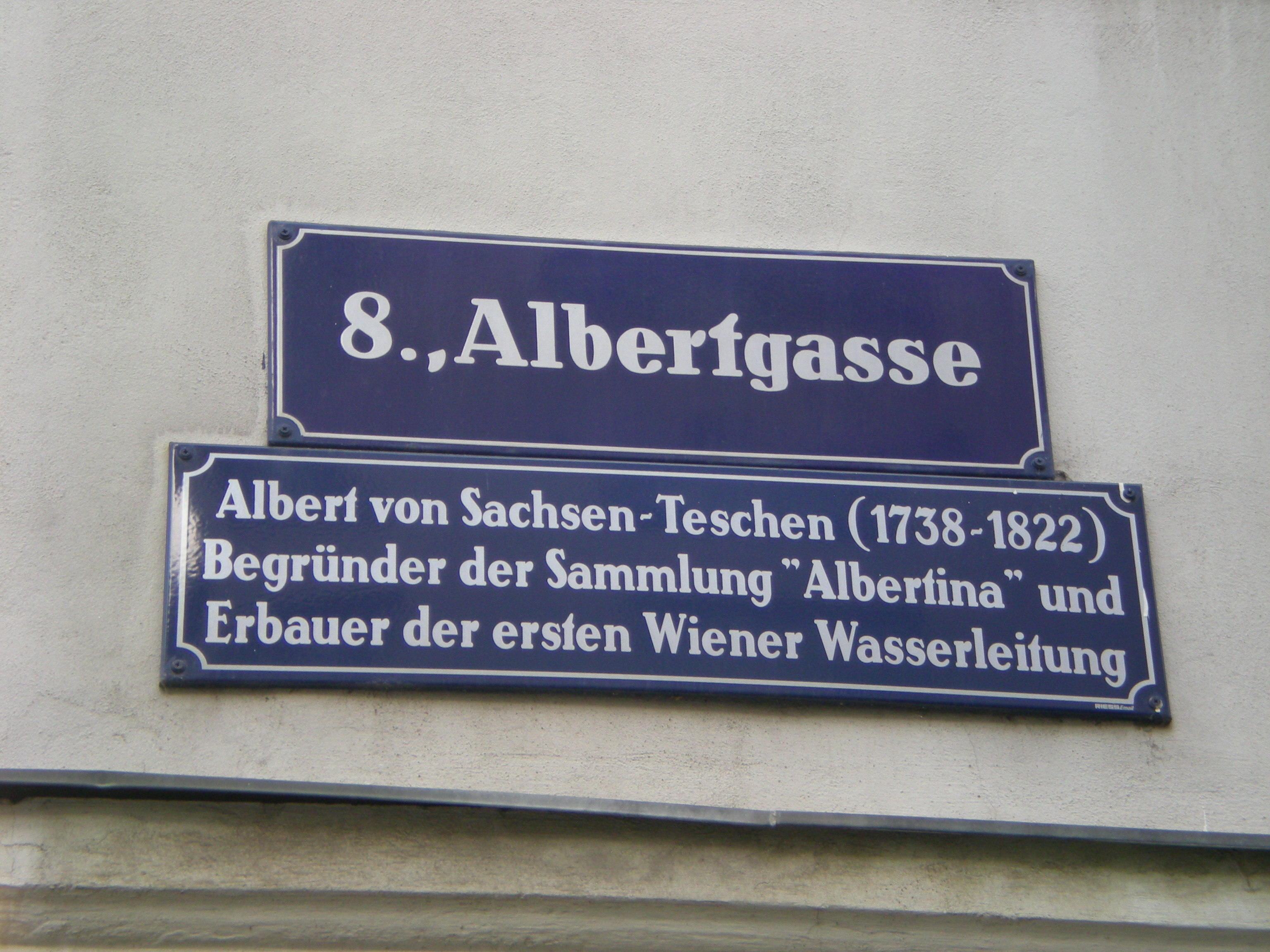
Straßenschild Albertgasse

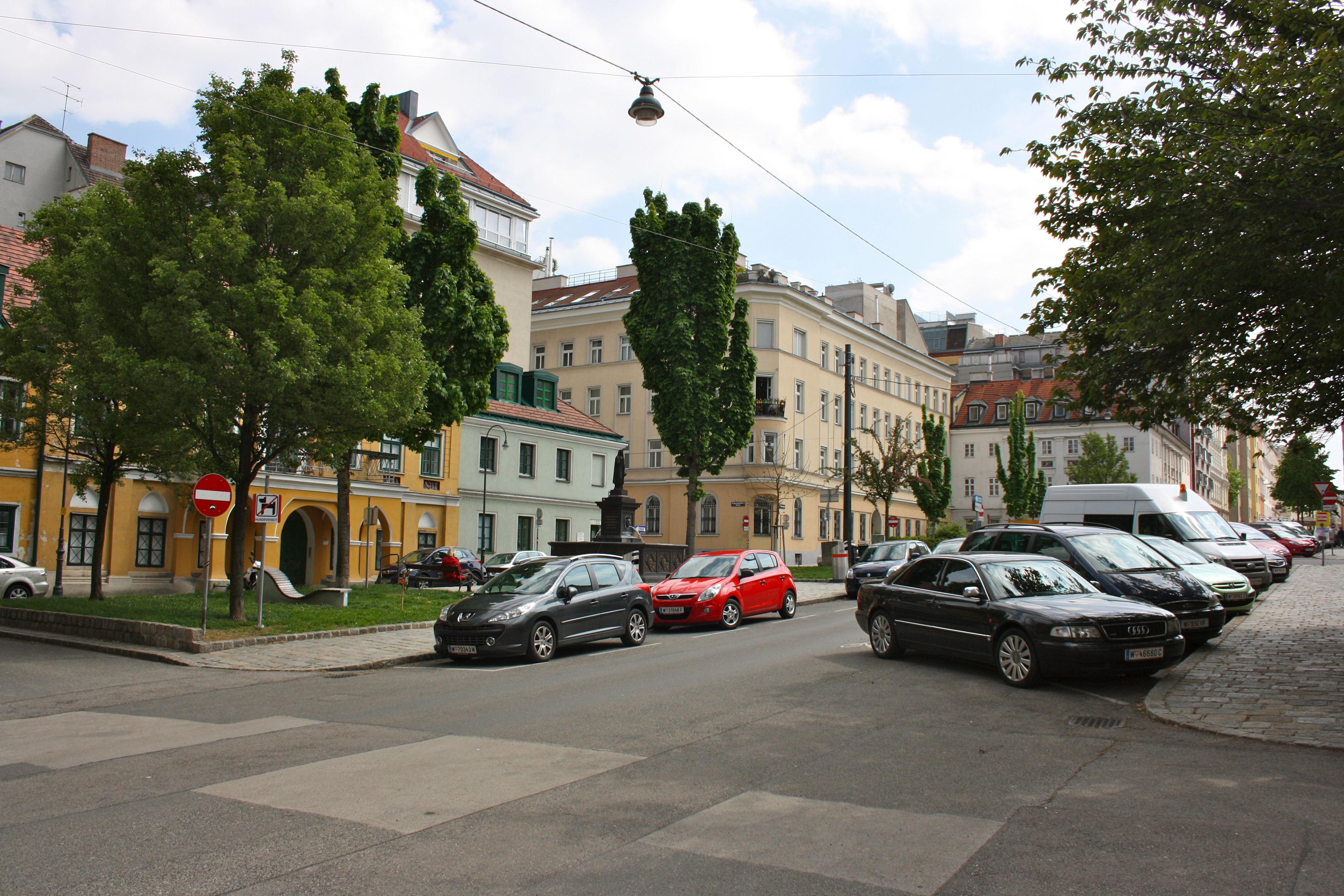
Albertplatz

- Albertgasse, 1862 benannt nach Generalfeldmarschall Albert Kasimir von Sachsen-Teschen (1738–1822); auf seine Initiative ging das erste öffentliche Wasserleitungsprojekt im Rahmen der Wiener Wasserversorgung zurück. Die nach ihm benannte Albertinische Wasserleitung wurde 1804 fertig gestellt und bis 1890 betrieben; das Wasser wurde durch die Mariahilfer Straße in die heutigen Gemeindebezirke Mariahilf, Neubau und Josefstadt geleitet. Albert war ein bedeutender Kunstmäzen; er war der Begründer und ist der Namenspatron der Albertina, der größten Graphiksammlung der Welt. Die Gasse hieß davor Breite Gasse und um 1840 An der Alserbreite. 1938 wurde der im 9. Bezirk gelegene Teil als Hebragasse abgetrennt.
- Albertplatz, 1904 benannt nach Albert Kasimir von Sachsen-Teschen (1738–1822); siehe Albertgasse. Die Benennung erfolgte anlässlich des 100-jährigen Bestehens der Albertinischen Wasserleitung. Der Albertplatz war Hauptplatz der Vorstadt Breitenfeld.
- Alser Straße, 1862 benannt nach dem Fluss Als, der in Wien üblicherweise Alsbach oder Alserbach genannt wird; siehe auch die Alserbachstraße im 9. Bezirk Alsergrund. Der kleine Fluss ist 10,55 km lang, heute im Stadtgebiet als Bachkanal eingewölbt, und mündet in den rechten Hauptsammelkanal (früher in den Donaukanal). Die erste urkundliche Erwähnung des Flusses ist aus dem Jahr 1044 überliefert; die Herkunft des Namens ist unbekannt. Der Fluss Als ist namensgebend für die bis 1850 selbstständige Gemeinde Alservorstadt und für den heutigen 9. Bezirk, Alsergrund; die Alsgasse und die Alszeile im 17. Bezirk Hernals sind ebenfalls nach dem Fluss benannt. Die Straße wird 1211 als Alsaerstrâzze erwähnt, 1342 als Alserstrazz vor Schottentor, 1628 als Alstergasse, 1766 als In der vordern Alstergassen und später auch als Große Gasse und Alsergrund Hauptstraße. Die beiden direkt an den Hernalser Gürtel angrenzenden Häuserblöcke der Alser Straße zählten bis 1905 zum 16. Bezirk (Südseite, Nr. 71) bzw. zum 17. Bezirk (Nordseite, Nr. 50, 52, 54, 56).
- Auerspergstraße, 1862 benannt nach Fürst Johann Adam von Auersperg (1721–1795), Oberstkämmerer und Erblandmarschall von Tirol. Er war ein Vertrauter von Kaiser Franz I. Stephan und Kaiserin Maria Theresia. 1777 erwarb er das Wiener Rosenkavalier-Palais, das seither nach ihm den Namen Palais Auersperg trägt. Die Straße hieß davor Am Glacis und Am Paradeplatz. Im Zuge der Schleifung der Wiener Stadtmauer und der Schaffung der Wiener Ringstraße entstand an der Außenseite des ehemaligen Glacis ein weiterer ringförmiger Straßenzug, der Lastenstraße genannt wurde und heute meist Zweierlinie genannt wird; ein Teil dieses Straßenzugs erhielt 1862 den Namen Auerspergstraße.

## B

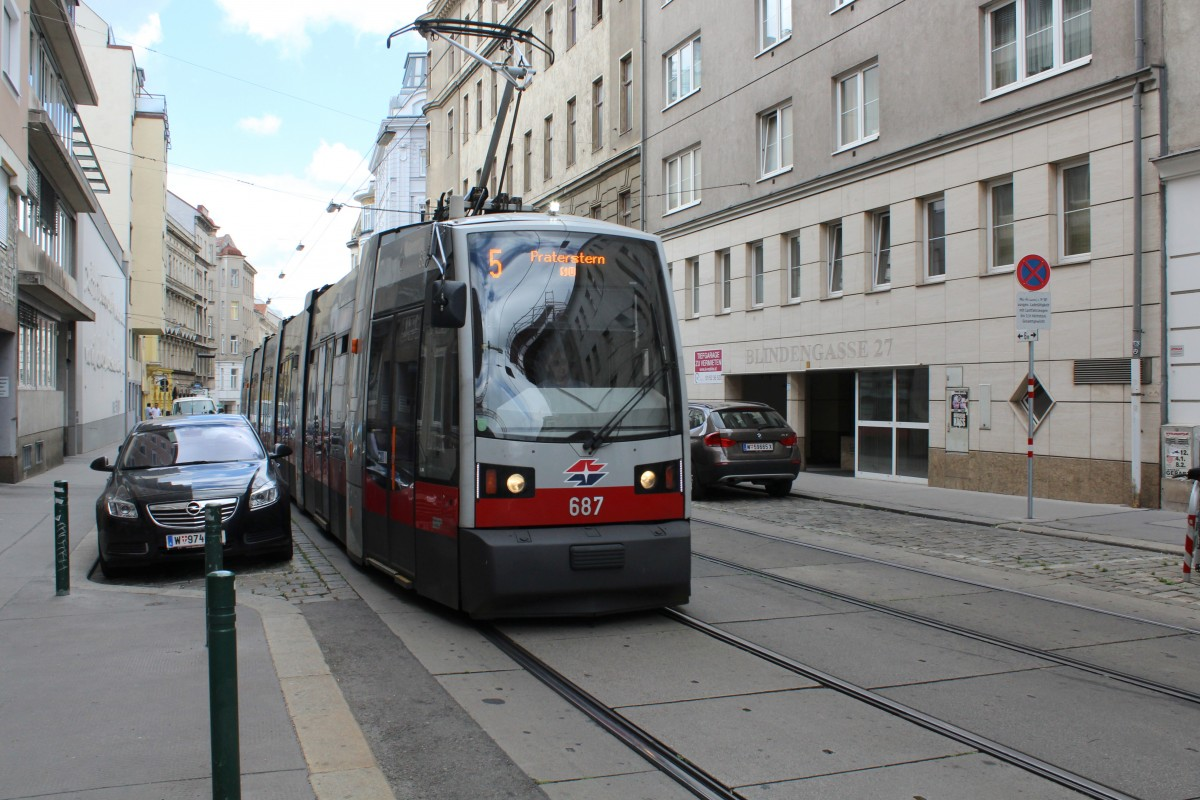
Blindengasse

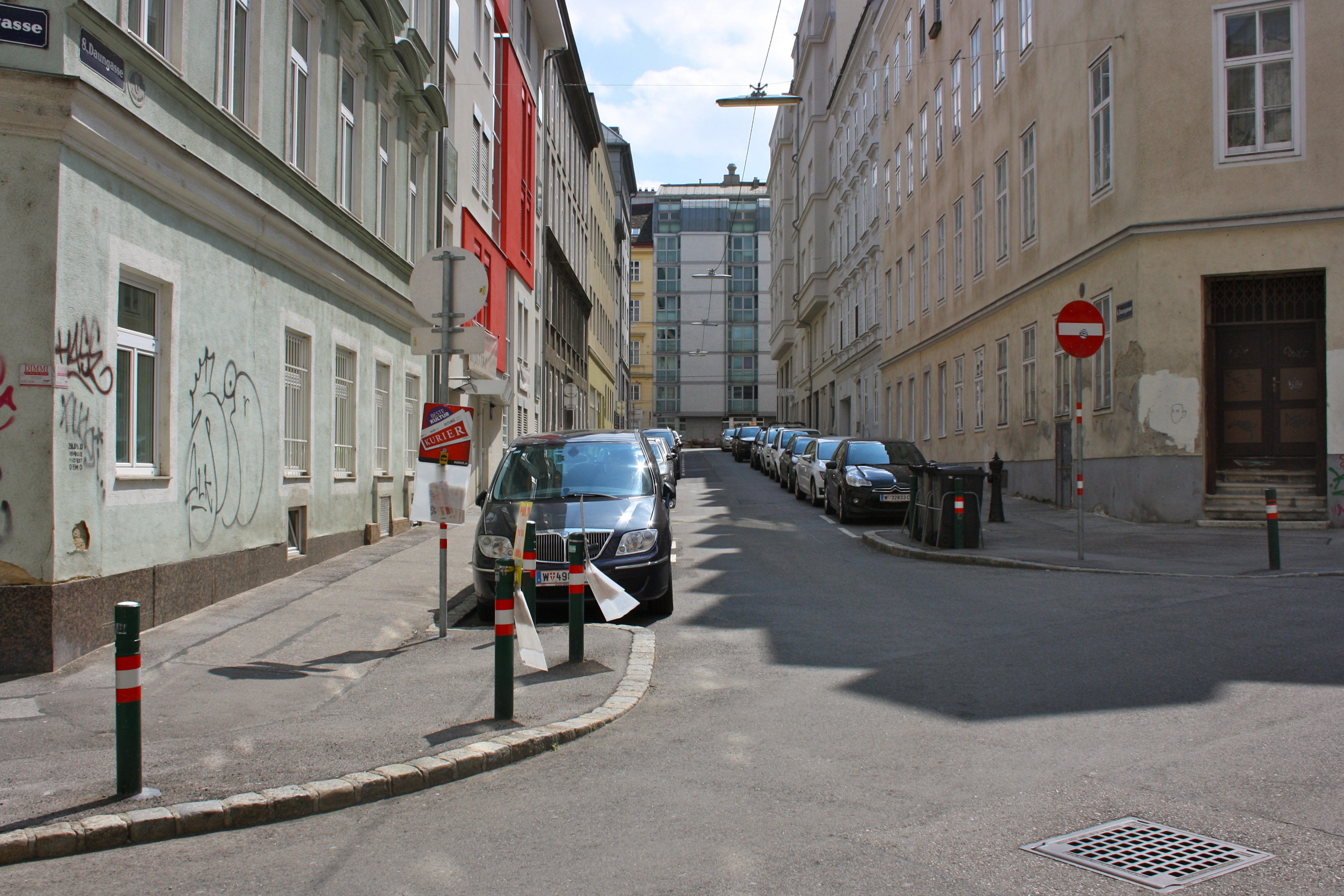
Daungasse

- Bennogasse, 1862 benannt nach dem Benediktiner-Mönch Benno Pointner (1722–1807), Abt des Schottenstiftes (ab 1765). Er erreichte 1801, dass ein dem Stift gehörender Acker (die „Obere Alsbreite“) zwischen Hernals und Lerchenfeld zur Bebauung freigegeben und parzelliert wurde, wodurch 1802 die Ortschaft Breitenfeld entstand. Benno Pointner hatte in der Ortsmitte Platz für eine Kirche vorgesehen; die spätere Breitenfelder Pfarrkirche wurde jedoch an anderer Stelle errichtet, so dass der Bennoplatz unverbaut blieb. Siehe auch Breitenfelder Gasse. Die Gasse hieß davor Königsgasse.
- Bennoplatz, 1862 benannt nach dem Benediktiner-Mönch Benno Pointner; siehe Bennogasse. Der Platz hieß vorher Magazinplatz.
- Blindengasse, 1862 benannt nach einem Blindeninstitut, das sich zeitweise hier befand. Der Beamte Johann Wilhelm Klein (1765–1848) gründete 1804 eine Schule für Blinde, die sich zunächst in seiner Privatwohnung in der Landstraße befand. 1829 richtete er in der Josefstadt eine Versorgungs- und Beschäftigungsanstalt für erwachsene Blinde in der Brunngasse Nr. 188 (heute Blindengasse 33) ein, die ab 1830 als k.k. Blindeninstitut geführt wurde. 1898 wurde das Institut in die Leopoldstadt (Wittelsbachstraße 5) verlegt, wo es sich bis heute als Bundes-Blindenerziehungsinstitut befindet.[1] Die Gasse hieß davor An der Lerchenfelderlinie, Liniengasse und Brunngasse (nach einem Brunnen im Hof des Blindeninstituts).
- Breitenfelder Gasse, 1862 benannt nach der ehemals selbstständigen Gemeinde Breitenfeld, die 1802 von Abt Benno Pointner gegründet worden war. 1850 hatte der Ort 96 Häuser mit 4.875 Bewohnern. Breitenfeld wurde 1850 in den damaligen 7. Bezirk eingemeindet, der 1861 zum 8. Bezirk umnummeriert wurde. Siehe auch Bennogasse und Bennoplatz. Die Gasse hieß davor Karlsgasse nach dem Ortsrichter Karl Georg Gaber (1771–1854), der wesentlich zur Entwicklung der Gemeinde Breitenfeld beigetragen hatte.
- Buchfeldgasse, 1862 benannt nach dem Freigut Burgfeld, eine Verballhornung des alten Flurnamens Buchfeld. Der Name Buchfeld, wurde schon 1281 als burcfelt erwähnt und bezog sich auf die Gegend des späteren Burgglacis. Im 17. Jahrhundert tauchte die Bezeichnung Burgfeld auf, dem Kernstück der heutigen Josefstadt. Die Gasse hieß davor Herrengasse.

## D
- Daungasse, 1862 benannt nach Feldmarschall Leopold Joseph von Daun (1705–1766); er begann 1748 mit der Reorganisation des k. k. Heeres und gründete 1751 die Theresianische Militärakademie, die älteste Militärakademie der Welt. Im Siebenjährigen Krieg (1756–1763) konnte er als Feldherr mehrere Erfolge erringen. Besonders populär wurde er durch die Schlacht von Kolin (1757), in der er dem preußischen König Friedrich II. dessen erste Niederlage zufügte; siehe die Kolingasse im 9. Bezirk Alsergrund. 1760 wurde Daun Mitglied des Staatsrates und 1762–1766 Präsident des Hofkriegsrats.

## F

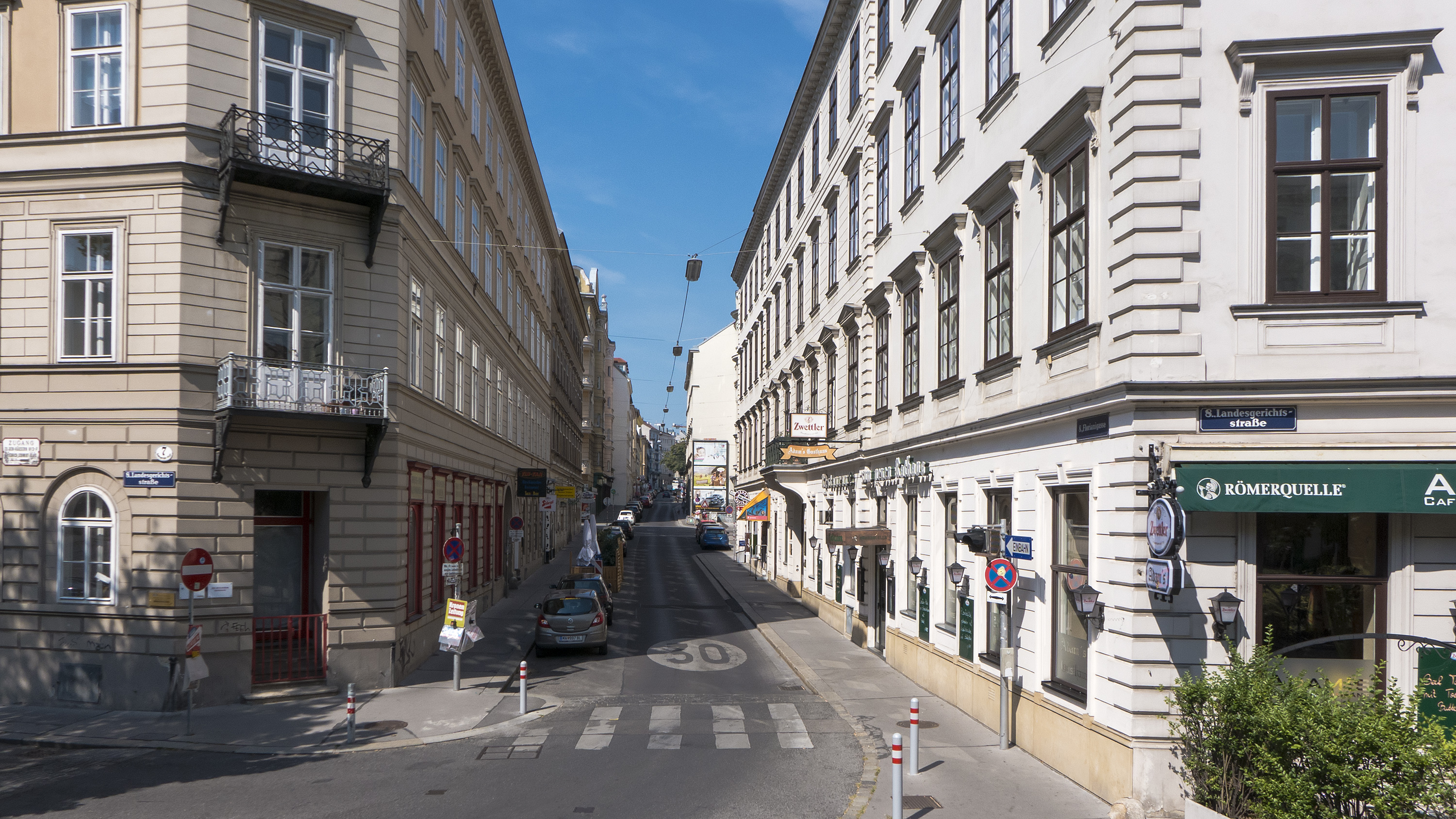
Florianigasse

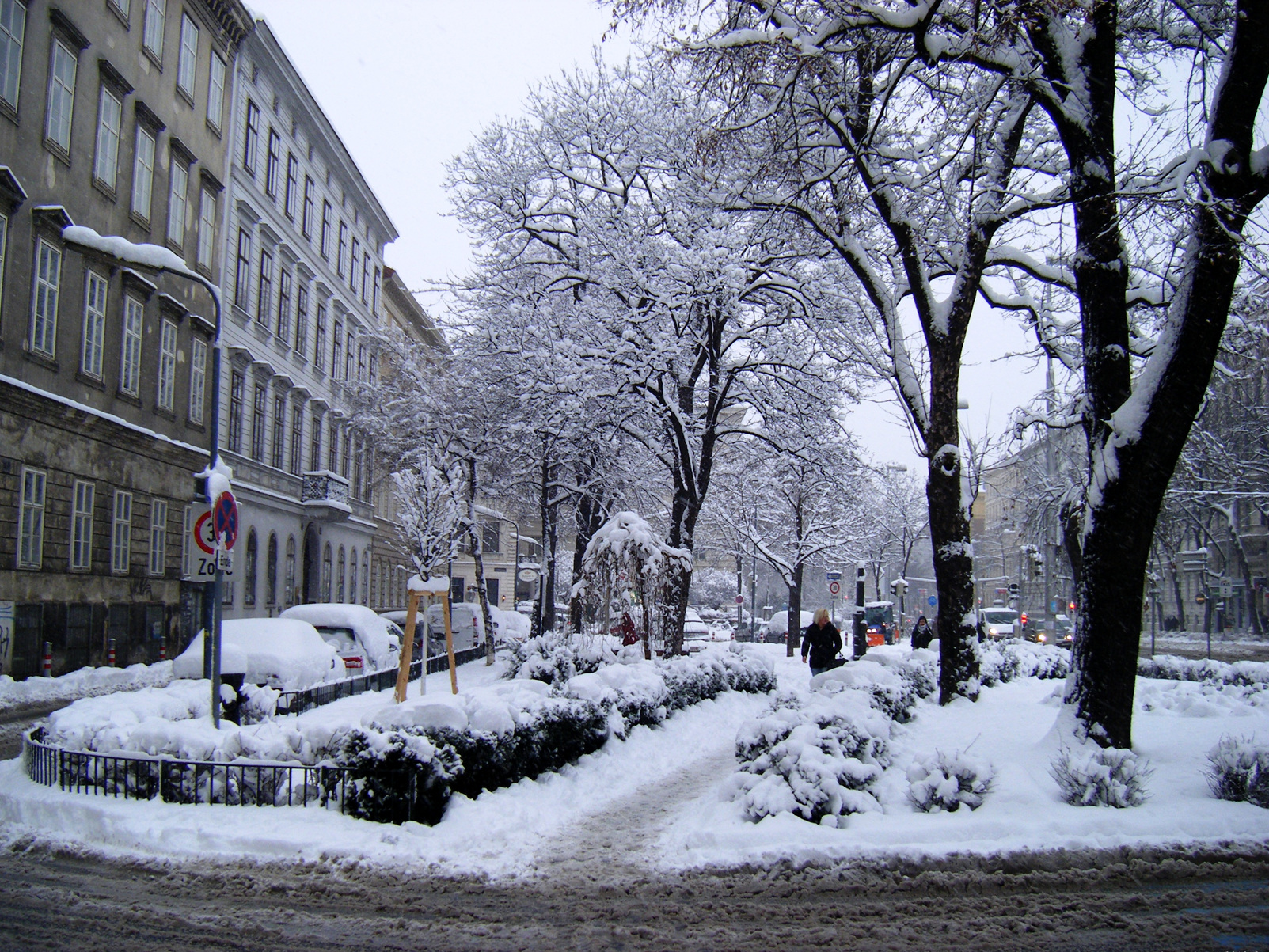
Friedrich-Schmidt-Platz

- Feldgasse, benannt (Datum unbekannt) zur Erinnerung an die landwirtschaftliche Nutzung dieser Gegend bis ins späte 18. Jahrhundert; erst 1771 entstanden hier die ersten Häuser. Die Gasse war bis 1850 die Grenze zwischen den damals eingemeindeten Vorstädten Alservorstadt (östlich) und Breitenfeld (westlich der Gasse). Insgesamt gab es im heutigen Gemeindegebiet von Wien 43 Verkehrsflächen namens Feldgasse, von denen sich lediglich die in der Josefstadt erhalten hat.
- Florianigasse, benannt (Datum unbekannt) nach dem Hausschild „Zum heiligen Florian“ auf Nummer 15, das sich auf den Heiligen und Schutzpatron Florian von Lorch († 304) bezieht. Die Florianigasse zählt zu den ältesten Gassen der ehemaligen Vorstadt Josefstadt. Im frühen 18. Jahrhundert wurde die Region mit Gartenpalais des Adels verbaut, von denen heute noch das Palais Schönborn und das Palais Damian erhalten sind. Die Gasse hieß bis 1778 Schottentorgasse (weil, in ihrer Verlängerung, der Weg über das unverbaute Glacis zum Schottentor der Stadtmauer führte); ein Teil der Gasse hieß lange Zeit Kaserngasse und Magazingasse.
- Frankhplatz, 1935 benannt nach dem Beamten Johann Theobald Frankh (auch Franckh, Lebensdaten unbekannt), kaiserlicher Rat. Er vermachte 1686 testamentarisch seine in der Alstergasse im Schaffernack aus sieben Grundstücken bestehende Besitzung zur Errichtung eines Soldatenspitals. Aus Geldmangel wurden die Kriegsversehrten samt Familien in den bereits bestehenden Kontumazhof (Seuchenspital) einquartiert. 1693 ordnete Kaiser Leopold I. die Errichtung des Großarmen- und Invalidenhauses an; um den Willen Frankhs zu berücksichtigen, bezogen 1697 im Trakt an der Alser Straße Kriegsversehrte ihr Quartier. Nach einer Besichtigung durch Kaiser Joseph II. (1783) wurde das „Großarmenhaus“ teilweise demoliert und umgebaut; 1784 fand die Eröffnung als „Allgemeines Krankenhaus“ statt; siehe auch die Spitalgasse im 9. Bezirk Alsergrund. Der Platz befindet sich größtenteils im 9., mit der südseitigen Häuserfront im 8. Bezirk und schließt östlich an den Otto-Wagner-Platz an; beide Plätze wurden auf dem südlichen Teil des ehemaligen Areals der Alser Kaserne angelegt. Östlich begrenzt den Frankhplatz mit der Hausnummer 2 die Seitenfront des 1887 / 1888 von Otto Wagner errichteten Wohnhauses, später wegen seiner Fassadengestaltung Hosenträgerhaus genannt (Eingang: 9., Garnisongasse 1), südlich (Hausnummer 1) die Seitenfront des Landesgerichts für Strafsachen Wien (Eingang: 8., Landesgerichtsstraße 11). In den Frankhplatz einbezogen ist hier der Straßenzug der Alser Straße mit Straßenbahnverkehr. Der Platz hieß 1925–1935 Alser Platz.
- Friedrich-Schmidt-Platz, 1907 benannt nach dem Architekten Friedrich von Schmidt (1825–1891), Professor an die Akademie der bildenden Künste (ab 1859) und Leiter einer Spezialschule für Architektur (ab 1865), Dombaumeister von St. Stephan (ab 1863). Er war ein prominenter Architekt der Ringstraßenzeit und etablierte hier den neugotischen Stil. Seine bekanntesten Bauten in Wien waren die Lazaristenkirche (1859–1863), die Brigittakirche (1867–1873), die Kirche Maria vom Siege (1868–1875), das Wiener Rathaus (1872–1883), an dessen Hinterseite sich der Platz mit dem Denkmal des Architekten befindet und früher die Wagenvorfahrt zum Gemeinderatssitzungssaal bestand, und die Lazaristenkirche (1876–1878). Der Platz liegt auf der Zweierlinie; vor der Platzbenennung verlief hier die seither nördlich und südlich anschließende Landesgerichtsstraße.
- Fuhrmannsgasse, 1862 benannt nach Einkehrgasthäusern der Fuhrleute, die hier ab 1770 nachweisbar waren. Die Gasse wurde bereits 1778 erwähnt; sie hieß früher auch Feldgasse, Äußere Gartengasse, Gärtnergasse und Äußere Klostergasse.

## H

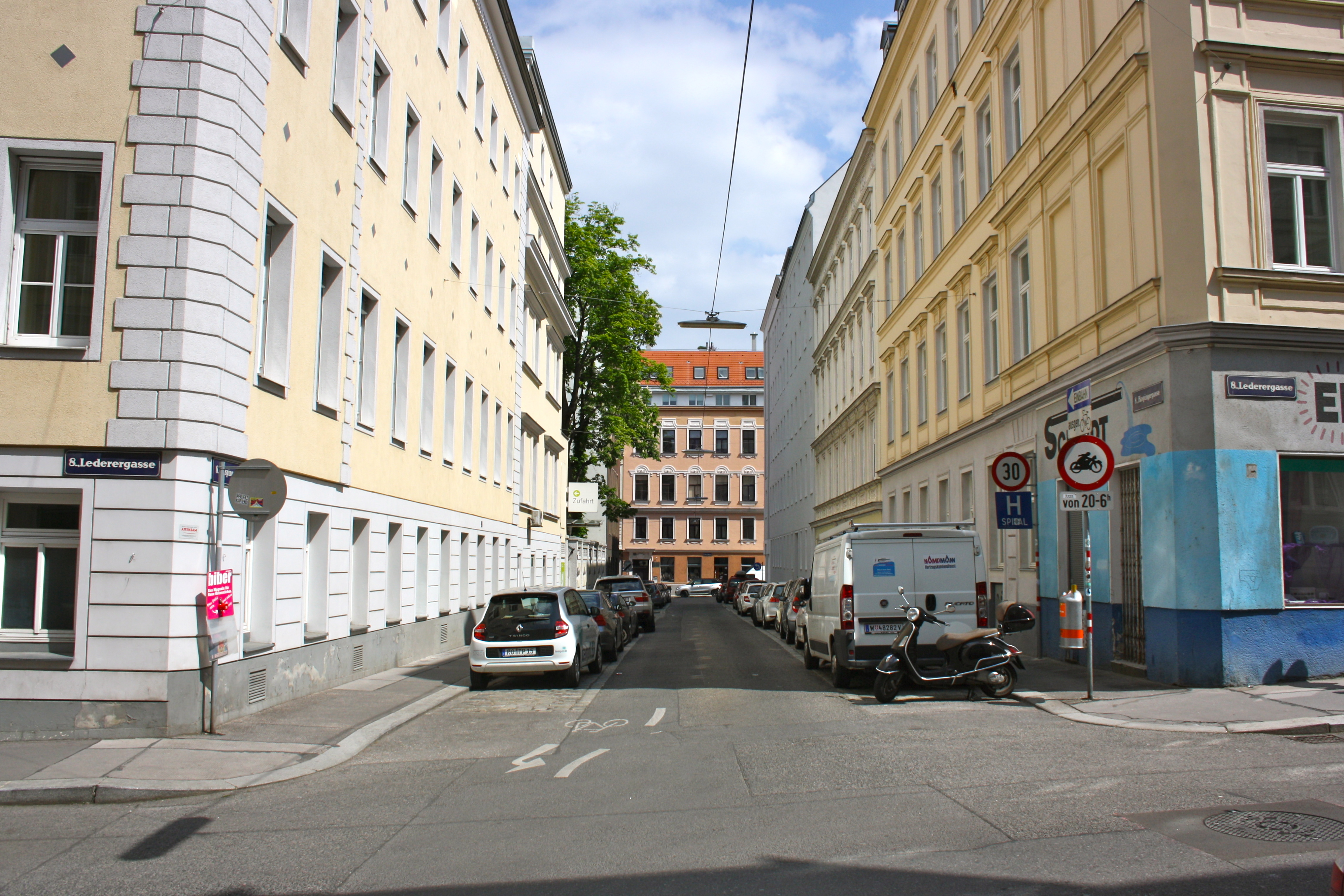
Haspingergasse

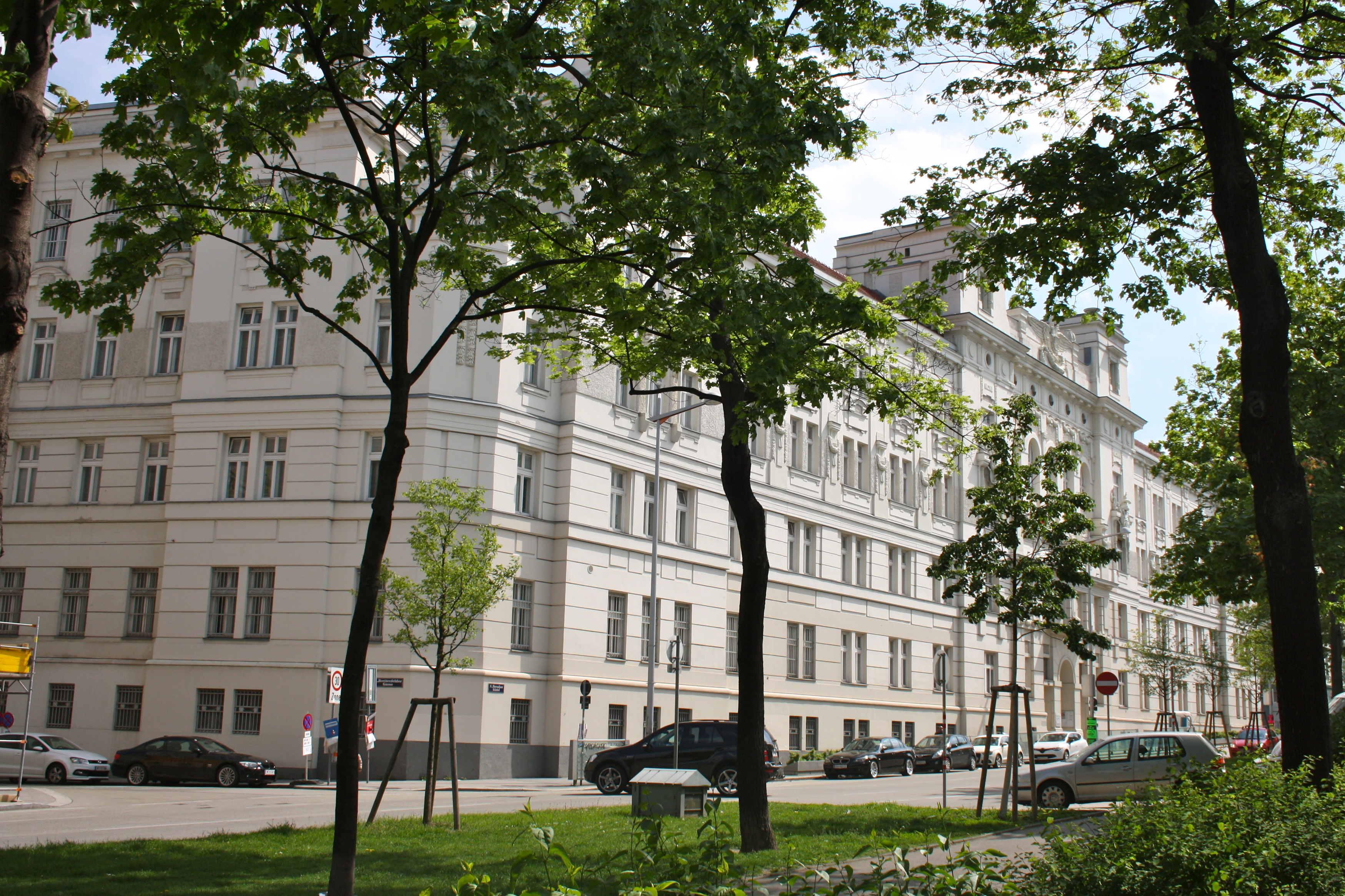
Hernalser Gürtel

- Hamerlingplatz, 1904 benannt nach dem Gymnasiallehrer, Dichter und Schriftsteller Robert Hamerling (eigentlich Rupert Johann Hammerling, 1830–1889); er zählte zu seiner Zeit zu den meistgelesenen deutschsprachigen Autoren. Zu seinen Hauptwerken zählt das Epos Ahasverus in Rom (1865), das ihn einem breiten Leserpublikum bekannt machte, und Der König von Sion (1869). Der Hamerlingweg im 11. Bezirk Simmering ist auch nach ihm benannt, ebenso die Hamerlinggasse im 14. Bezirk Penzing, die Robert-Hamerling-Gasse im 15. Bezirk Rudolfsheim-Fünfhaus und der Hamerling-Hof und der Hamerlingpark in der Josefstadt. Die Schenkendorfgasse im 21. Bezirk Floridsdorf hieß 1900–1909 Hamerlinggasse und die Kloepferstraße im 22. Bezirk Donaustadt hieß 1901–1955 Hamerlingstraße.
- Haspingergasse, benannt (Datum unbekannt) nach dem Tiroler Kapuzinerpater Joachim Haspinger (1776–1858); er betätigte sich vorwiegend politisch. Er rief aus religiösen Gründen zum Widerstand gegen die allgemeine Pockenimpfung auf. Im Jahr 1809 beteiligte er sich gemeinsam mit Andreas Hofer am Tiroler Volksaufstand. Der Haspingerplatz im 21. Bezirk Floridsdorf ist ebenfalls nach ihm benannt. Siehe auch die Andreas-Hofer-Straße im 21. Bezirk Floridsdorf, die Ennemosergasse im 22. Bezirk Donaustadt, die Speckbachergasse im 16. Bezirk Ottakring, die Haugerstraße im 11. Bezirk Simmering und die Sandwirtgasse im 6. Bezirk Mariahilf.
- Hernalser Gürtel, 1904 benannt nach der ehemals selbstständigen Gemeinde Hernals, die ihren Namen vom Rittergeschlecht der „Herren von Als“ herleitet. Die erste urkundliche Nennung von Hernals stammt aus dem Jahr 1044, als Sighard IV. dem Stift Sankt Peter in Salzburg „zwei Edelhuben (= behauste Hofstätten) an der Als“ schenkte. Der Name findet sich 1449 als Herren Allss, 1438 als Herrenals, 1457 als Herrnalss, 1549 als Hernalss und 1586 als Hernals. 1892 wurde Hernals als namensgebender Teil des 17. Bezirks eingemeindet. Die Straße hieß vorher Gürtelstraße. Die südwärts führende Fahrbahn befindet sich im 17. Bezirk; die Bezirksgrenze verläuft an der westlichen Kante des U-Bahn-Viadukts.
- Hugo-Bettauer-Platz, 2009 benannt nach dem Schriftsteller und Journalisten Hugo Bettauer (1872–1925). Der nach turbulentem Leben letztlich sehr erfolgreiche Autor, der sich 1922 im Roman Stadt ohne Juden mit dem Wiener Antisemitismus auseinandersetzte, wurde nach längerer Pressekampagne gegen ihn 1925 in seiner Redaktion (Lange Gasse 5–7) von einem Attentäter angeschossen und starb wenige Tage später. Der Ort des Attentats befand sich im südwestlich an den Platz anschließenden Häuserblock. Der Platz ist der Kreuzungsbereich von Josefsgasse und Langer Gasse und hat keine Hausnummern.

## J

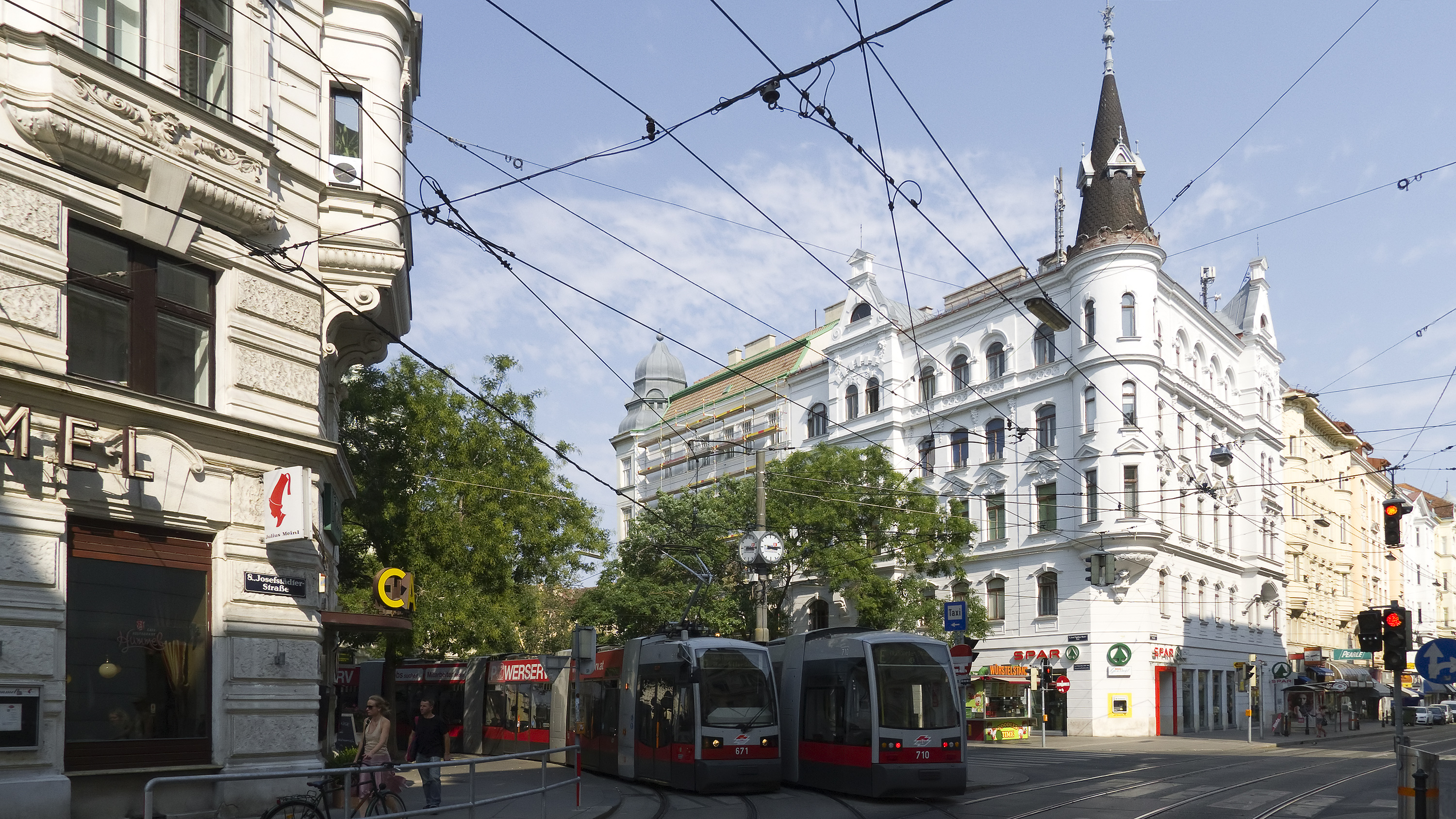
Josef-Matthias-Hauer-Platz

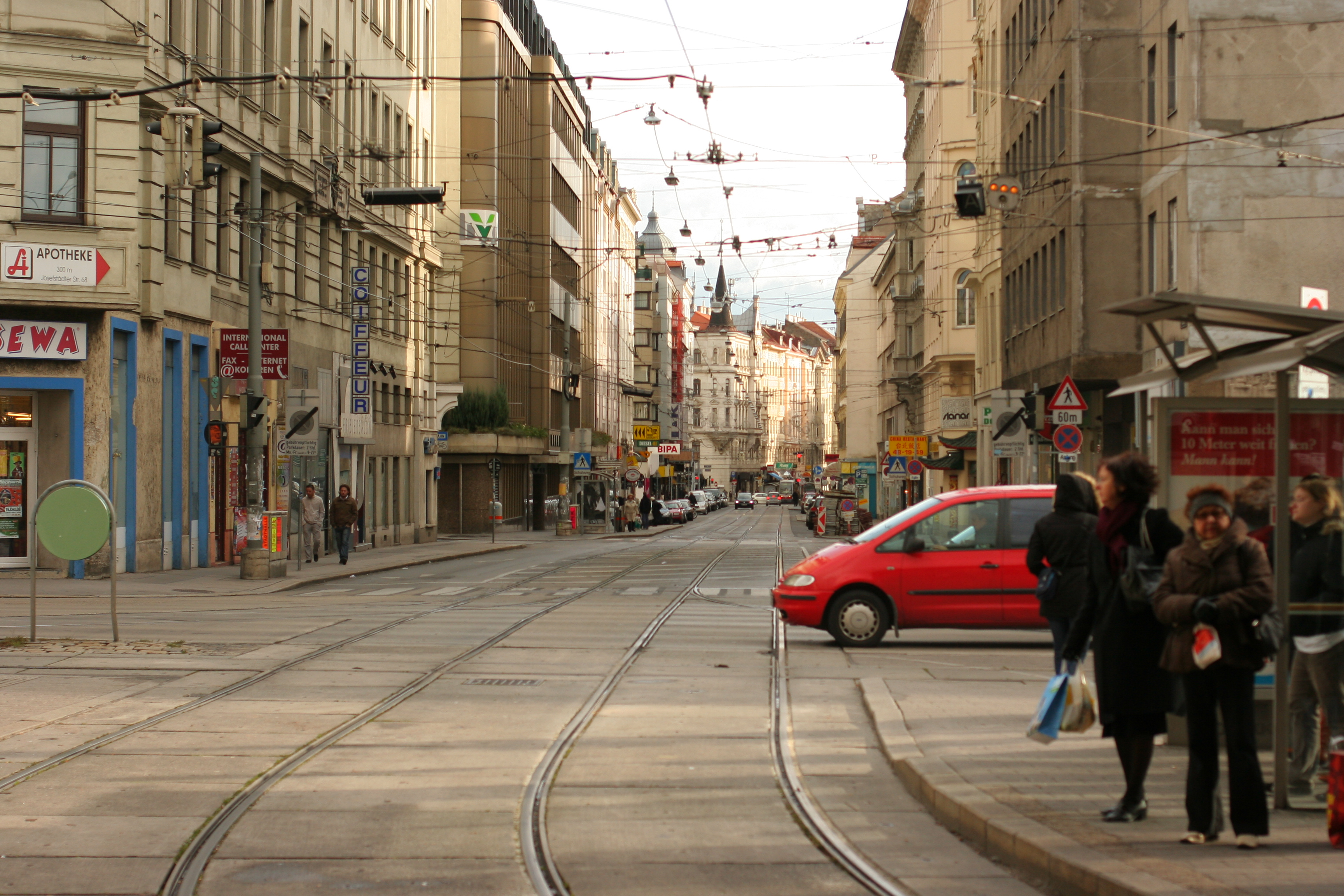
Josefstädter Straße

- Jodok-Fink-Platz, 1929 benannt nach dem Landwirt und christlichsozialen Politiker Jodok Fink (1853–1929); er machte in der Donaumonarchie politische Karriere und spielt bei der Gründung des Nachfolgestaates Deutschösterreich eine zentrale Rolle. In der Frühzeit der 1. Republik trat er als Vizekanzler neben Staatskanzler Karl Renner als Mann des Ausgleichs zwischen der Christlichsozialen und der Sozialdemokratischen Partei auf. Der Platz war davor ein Teil der Piaristengasse.
- Josef-Matthias-Hauer-Platz, 1988 benannt nach dem Komponisten und Musiktheoretiker Josef Matthias Hauer (1883–1959); er kam vor Arnold Schönberg zu einer dissonanten Zwölfton-Musik. Ab 1913 entwickelte er seine Zwölfton-Ideen, die von der „Bausteintechnik“ ausgehend über die „Tropentechnik“ zur „Zwölftönigkeit“ führten. Seine Kompositionen stießen jedoch weitgehend auf Unverständnis; nur wenige seiner Werke wurden zu seinen Lebzeiten aufgeführt.
- Josefsgasse, benannt (Erwähnung 1778, 1857 Josephigasse) nach Joseph I. (1678–1711), Kaiser des Heiligen Römischen Reichs (1705–1711), König von Böhmen, Kroatien und Ungarn. Er begründete u. a. das Kärntnertortheater, ließ die Wiener Kanalisation anlegen, die Pummerin gießen und die ersten Entwürfe für Schloss Schönbrunn entwickeln. Weiters ließ er die Josefstadt, die durch die Türken 1683 zerstört worden war, wieder aufbauen und nach sich benennen; siehe auch Josefstädter Straße. Die Gasse hieß ursprünglich Mittlere Gasse. Der Kreuzungsbereich Josefsgasse / Lange Gasse wurde 2009 Hugo-Bettauer-Platz benannt.
- Josefstädter Straße, 1862 benannt nach der ehemaligen Vorstadt Josefstadt, seit der Eingemeindung 1850 namensgebender Bezirksteil des 7., seit 1861 des 8. Bezirks. Nach der Zweiten Türkenbelagerung von 1683 wurde mit der Bebauung der Gründe in dieser Gegend begonnen; bis 1700 befanden sich hier bereits 60 Häuser. In diesem Jahr verkaufte der Grundherr Marchese Hippolyto Malaspina die Siedlung an die Gemeinde Wien, die nun nach dem römisch-deutschen König und späteren Kaiser Joseph I. benannt wurde; siehe auch Josefsgasse. Die Straße hieß 1690–1778, da sie zentrumsseitig die Hofburg anvisiert, Burggasse, Burgtorstraße und Obere Burgtorgasse und 1778–1862 Kaisergasse.

## K
- Klesheimgasse, 1904 benannt nach dem Dichter und Schauspieler Anton von Klesheim (1812–1884); er war als Schauspieler u. a. am Theater in der Josefstadt engagiert und betätigte sich auch als Schriftsteller, vor allem von Gelegenheitsstücken und Wienerliedern. Besonders erfolgreich war er mit Vorlesungen von Mundartdichtungen; zu seinem 70. Geburtstag hielt er seine 1000. Vorlesung.
- Kochgasse, 1862 benannt nach dem Koch Andreas Dellafuß (Lebensdaten unbekannt), herrschaftlicher Küchenmeister; er erbaute 1787 das erste Haus in dieser Gasse. Die Gasse hieß früher Blümelgasse nach einem Graf Blümegen, der auf Nr. 15 wohnte, und später Blumengasse.
- Krotenthallergasse, 1904 benannt nach dem Geistlichen Anton Krotenthaller (1807–1871) Pfarrer der Piaristenkirche Maria Treu (1849–1871). Er erreichte die Pflasterung des Kirchenplatzes, führte in der Kirche Gasbeleuchtung ein, ließ eine neue Orgel bauen (1856–1858) und kümmerte sich um den Ausbau der damals noch unvollendeten Fassade und der Türme (1858–1860). Von 1850 bis 1861 war er Mitglied des Wiener Gemeinderats.[2] Siehe auch Piaristengasse und Maria-Treu-Gasse.
- Kupkagasse, 1904 benannt nach dem Juristen und Politiker Augustin Kupka (1844–1897), Hof- und Gerichtsadvokat (ab 1875). Daneben betätigte er sich politisch für die Christlichsoziale Partei; in den Jahren 1886–1891 und 1893–1897 war er Mitglied des Wiener Gemeinderats, 1895–1896 Stadtrat und 1895–1896 Abgeordneter zum niederösterreichischen Landtag. Er wird als von Natur aus maßvoll und konziliant beschrieben.[3] Die Gasse hieß 1938–1945 Streblgasse.

## L

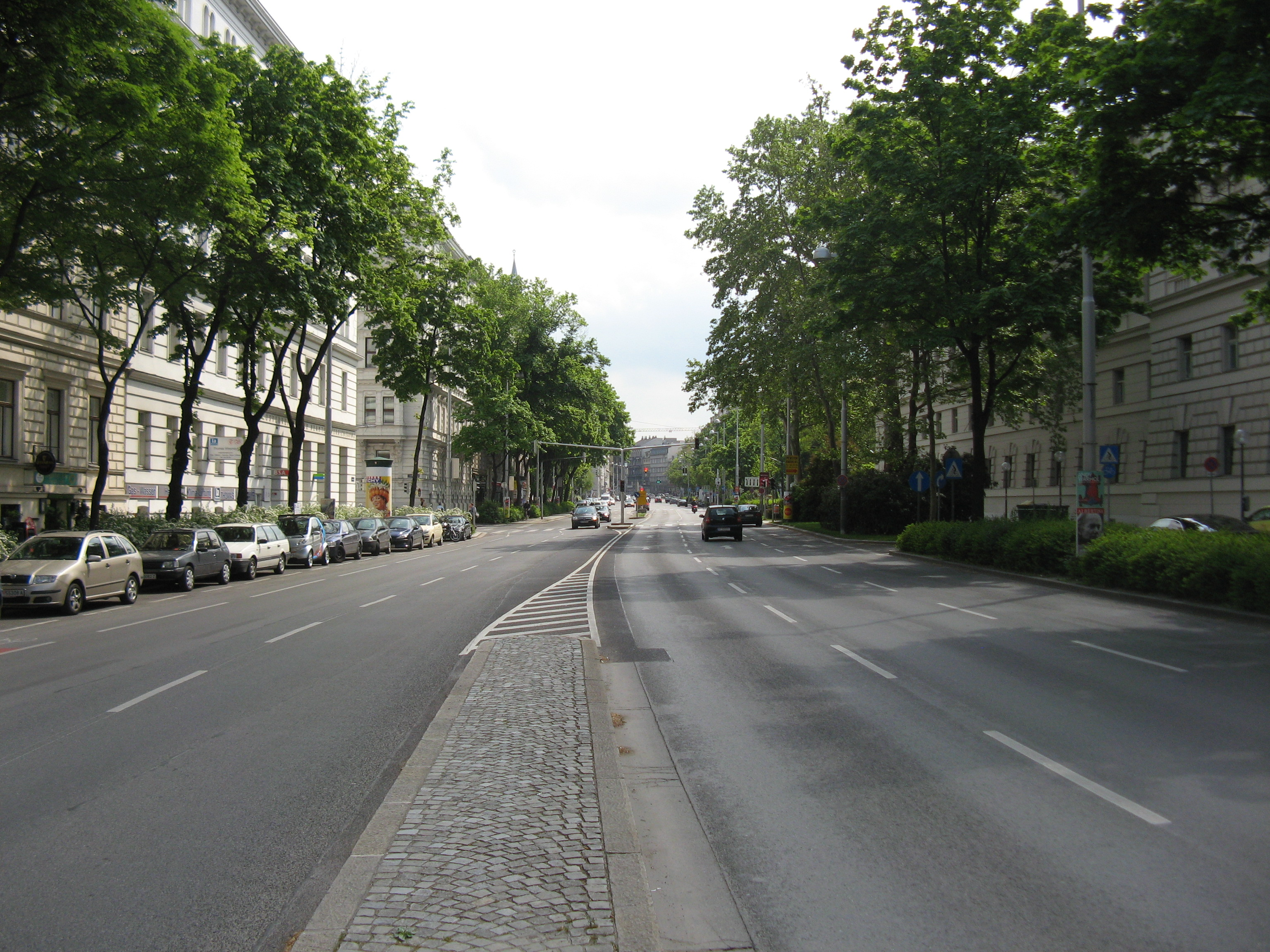
Landesgerichtsstraße

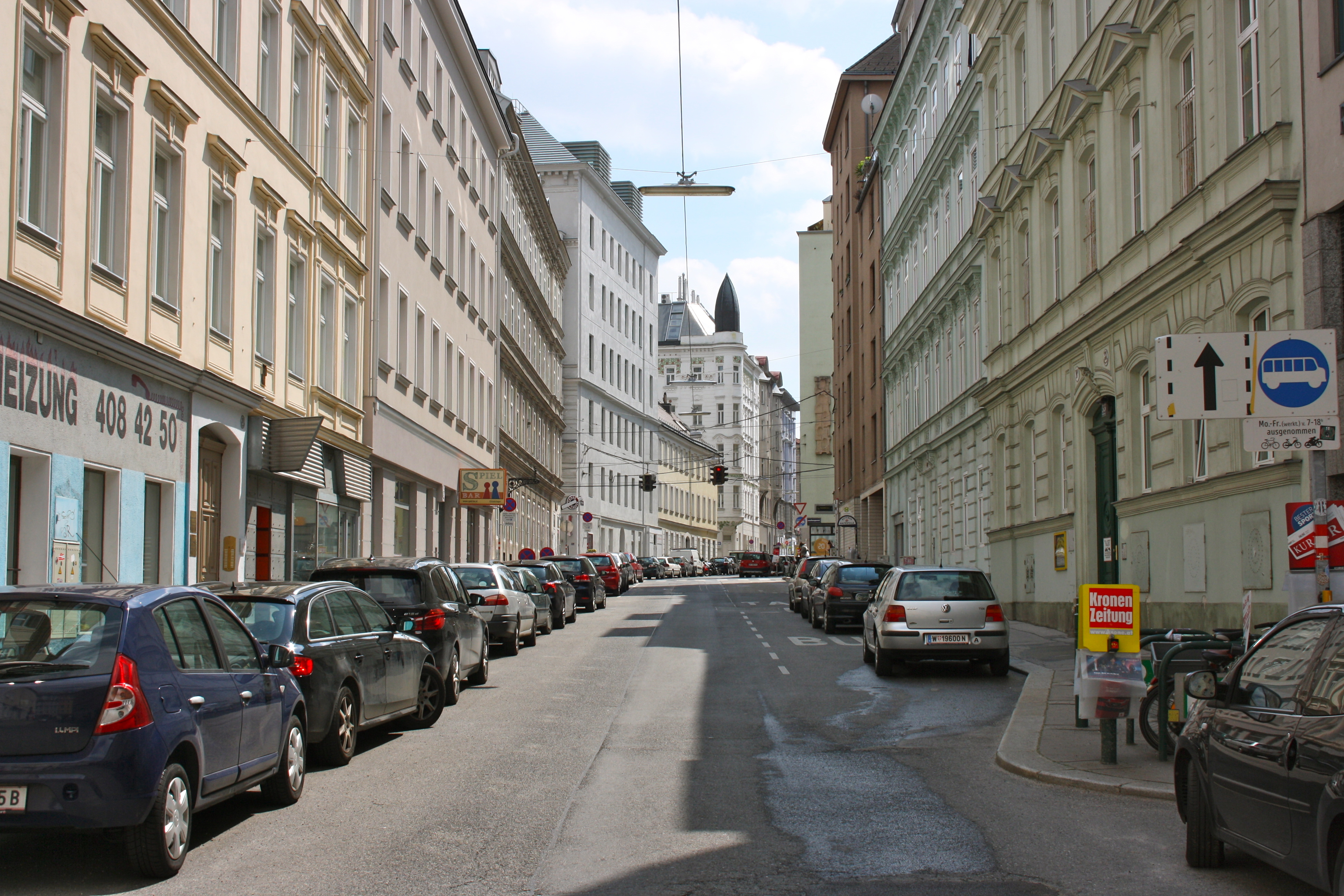
Lederergasse

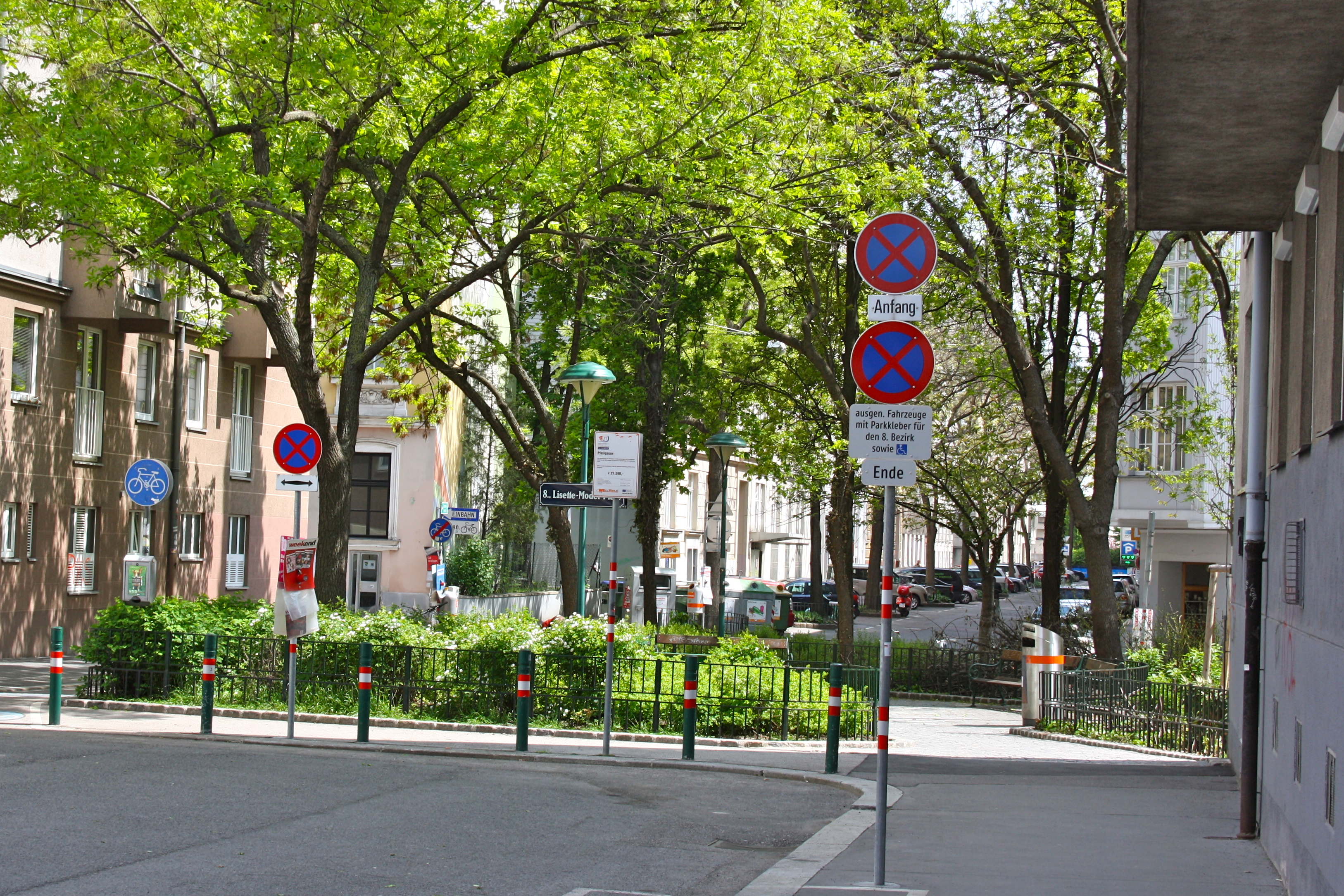
Lisette-Model-Platz

- Lammgasse, 1780 benannt nach einem ehemaligen Gasthaus in dieser Gegend. Das Wirtshaus hieß ursprünglich „Zum weißen Lamm“, gehörte dem Gärtner Blasius Egoroth, und wurde bereits 1764 erwähnt. Die Gasse hieß zuvor Lämmelgasse. Um 1764 scheint als Besitzer der Gastgeb Jakob Detter auf; das Gasthaus wurde Lammhof genannt, das Hausschild lautete „Zum goldenen Lammel“. Der Lammhof wurde 1780 demoliert, wodurch Platz für die Lammgasse entstand.
- Landesgerichtsstraße, 1877 benannt nach dem Landesgericht für Strafsachen, das 1832–1839 von Architekt Johann Fischer an Stelle des früheren Glacis erbaut wurde. Ein gleichzeitig erbautes Gefangenenhaus, die Justizanstalt Wien Josefstadt, ist unmittelbar angeschlossen. Das Landesgericht wird umgangssprachlich als „Landl“ bezeichnet, das Gefangenenhaus als „Graues Haus“ (wegen der damals grauen Kleidung der Häftlinge). Die Straße hieß 1826 Am Glacis, 1862–1872 Am Paradeplatz (nach dem hier befindlichen Exerzier- und Paradeplatz, später mit dem Rathausviertel verbaut) und dann 1872–1876 Rathausstraße (der Name wurde in der Folge für eine Straße einen Häuserblock weiter stadteinwärts verwendet). Als 1907 der Friedrich-Schmidt-Platz benannt und dadurch die Landesgerichtsstraße in ihrem Verlauf unterbrochen wurde, erfolgte eine Umnummerierung der anliegenden Gebäude. Die Straße ist Teil der Zweierlinie.
- Lange Gasse, 1910 benannt nach der Länge dieser Gasse, die vor 1700 angelegt wurde und ursprünglich die Hauptstraße der Vorstadt Josefstadt war. Sie endete, bei der Lerchenfelder Straße beginnend, im Norden bis 1862 bei der Florianigasse, dann bis 1911 bei der Laudongasse. Die Gasse hieß vor 1700 Hinter dem alten Ziegelofen oder Hinter den Ziegelöfen und war dann ein Teil Hofgasse und der Neuen Gasse.
- Laudongasse, 1862 benannt nach dem Feldherrn Gideon Ernst von Laudon (1717–1790); ursprünglich in russischen Diensten, trat er 1742 der österreichischen Armee bei. Im Rahmen des Siebenjährigen Kriegs wurde er für seinen Einsatz in der Schlacht bei Hochkirch (1758) mit dem Großkreuz des Maria-Theresien-Ordens ausgezeichnet und erhielt den Titel Freiherr. 1766 wurde er in den Hofkriegsrat berufen, 1769 mit dem Generalkommando in Mähren betraut, 1778 zum Feldmarschall und nach der Eroberung von Belgrad (1789) zum Generalissimus ernannt. 1776 erwarb er das Schloss Laudon in Hadersdorf bei Wien; die Loudonstraße im 14. Bezirk Penzing ist daher ebenfalls nach ihm benannt. Die Gasse hieß früher Hintere Alstergasse und um 1778 Herrengasse; ein Teil hieß 1805–1862 Andreasgasse.
- Lederergasse, 1862 benannt nach dem Hausschild „Zur großen Lederhaut“ des Ledergroßhändlers Philipp Kemeter, der als Besitzer von 1705 bis 1739 nachweisbar ist. Die Lederergasse wurde fast gleichzeitig mit der Langen Gasse besiedelt; die ersten Häuser entstanden um 1700. Bis 1787 reichte die Gasse nach Norden nur bis zur Florianigasse, dann bis 1862 zur Laudongasse. Die Gasse an der Rückseite von Piaristenkirche und -kloster hieß ursprünglich Hintere Klostergasse, um 1700 Obere Klostergasse, und später Gärtnergasse.
- Lenaugasse, 1862 benannt nach dem Schriftsteller Nikolaus Lenau (eigentlich Nikolaus Franz Niembsch Edler von Strehlenau, 1802–1850); er war größte lyrische Dichter Österreichs im 19. Jahrhundert und in der deutschen Literatur der typische Vertreter des Weltschmerzes. Lenau war ein wichtiger Repräsentant des Biedermeiers und ein Naturlyriker von hohem Rang. Zur deutschen Literatur trug er einen einzigartigen, melancholischen Ton bei, der sich durch weite Teile seiner Dichtung zieht. Zahlreiche seiner Lieder wurden vertont. Die Gasse hieß vorher Johannesgasse.
- Lerchenfelder Gürtel, 1883 benannt nach dem früheren Ortsnamen Lerchenfeld, der 1295 erstmals urkundlich erwähnt wurde. Der Name ist entweder auf einen bestandenen Lärchenwald zurückzuführen oder darauf, dass sich der kaiserliche Hof dort mit dem Lerchenfang beschäftigte (im späteren Ortswappen von Lerchenfeld waren beide Thesen vereinigt, es zeigte einen Baum und drei Vögel). Noch wahrscheinlicher ist jedoch eine ältere slawische oder keltische Flur- oder Ortsbezeichnung. Die neu angelegte Straße wurde hier nach 1868 Gürtelstraße genannt, 1883 erfolgte die heutige Benennung. In Neulerchenfeld, seit 1892 Teil des 16. Bezirks, wurde 1867 der seit 1830 so genannte Porteplatz in die Gürtelstraße einbezogen, 1883 die seit 1800nachgewiesene Pelikangasse in den Lerchenfelder Gürtel.
- Lerchenfelder Straße, 1862 benannt nach der ehemals selbstständigen Gemeinde Lerchenfeld; siehe Lerchenfelder Gürtel. Die Straße hieß um 1314 Kremser Straße; später hieß der untere Teil (bis Nr. 40) bis 1862 Rofranogasse (nach den ehemaligen Besitzern des Palais Auersperg) und der obere Teil Alte Lerchenfelder Hauptstraße bzw. Hauptstraße in Altlerchenfeld.
- Lerchengasse, 1862 benannt nach der ehemals selbstständigen Gemeinde Altlerchenfeld. Das Lerchenfeld wurde als Flurname erstmals 1295 als Lerochveldt genannt. Die Namensherkunft ist umstritten; eine Ableitung des Namens von der Vogelart Lerche scheint am wahrscheinlichsten. Altlerchenfeld wurde 1850 in den 7. Bezirk (seit 1861 8. Bezirk) eingemeindet. Die Gasse ist 1727 als Gmaingasse (Gemeindegasse) entstanden und hieß 1778–1862 Neue Gasse.
- Lisette-Model-Platz, 2016 benannt nach der Fotografin Lisette Model (geb. Elise Amelie Felicie Stern, 1901–1983); die gelernte Musikerin widmete sich ab 1933 der Fotografie. Nach ihrer Emigration 1938 arbeitete sie in New York, wo sie u. a. bekannte Persönlichkeiten wie Frank Sinatra, Louis Armstrong und Ella Fitzgerald porträtierte.
- Loidoldgasse, 1912 benannt nach dem Arzt Johann Loidoldt (1829–1897); er war 1867–1896 Bezirksvorsteher des 8. Bezirks und 1874–1891 Mitglied des Wiener Gemeinderats. Die Gasse hieß 1839–1862 Quergasse und dann 1862–1912 Georgsgasse.
- Löwenburggasse, 1862 benannt nach dem Beamten Johann Jakob Graf von Löwenburg (1670–1732), kaiserlicher Geheimer Rat und Hofkammerrat. Er verfügte 1731 testamentarisch, dass sein Vermögen den Piaristen für die Erziehung von adeligen Knaben anheimfallen solle. Der Löwenburg-Konvikt wurde 1748 neben der Piaristenkirche eröffnet und 1765–1769 ausgebaut. Ab 1848 beherbergte er auch die k.k. Hofsängerknaben. 1918 wurde der Konvikt aufgelassen; er wird heute vom Orden als Studentenheim geführt. Die Gasse hieß 1778–1862 Krebsgasse.
- Ludwig-Sackmauer-Platz, 1995 benannt nach Ludwig Sackmauer (1913–1992), Bezirksrat (1963–1965), Mitglied des Wiener Gemeinderats (1965–1976, SPÖ). Ab 1945 wirkte er in der Volksbildung, der Erwachsenenbildung und der Altstadterhaltung; 1954–1992 war er Leiter des Bezirksmuseums Josefstadt. Er gehörte zu den Mitstreitern für die Revitalisierung des Spittelbergs und rettete 1963 die „Alte Backstube“ im Haus Lange Gasse 34 vor dem Abbruch. 1980 erhielt er den Preis der Stadt Wien für Volksbildung.

## M

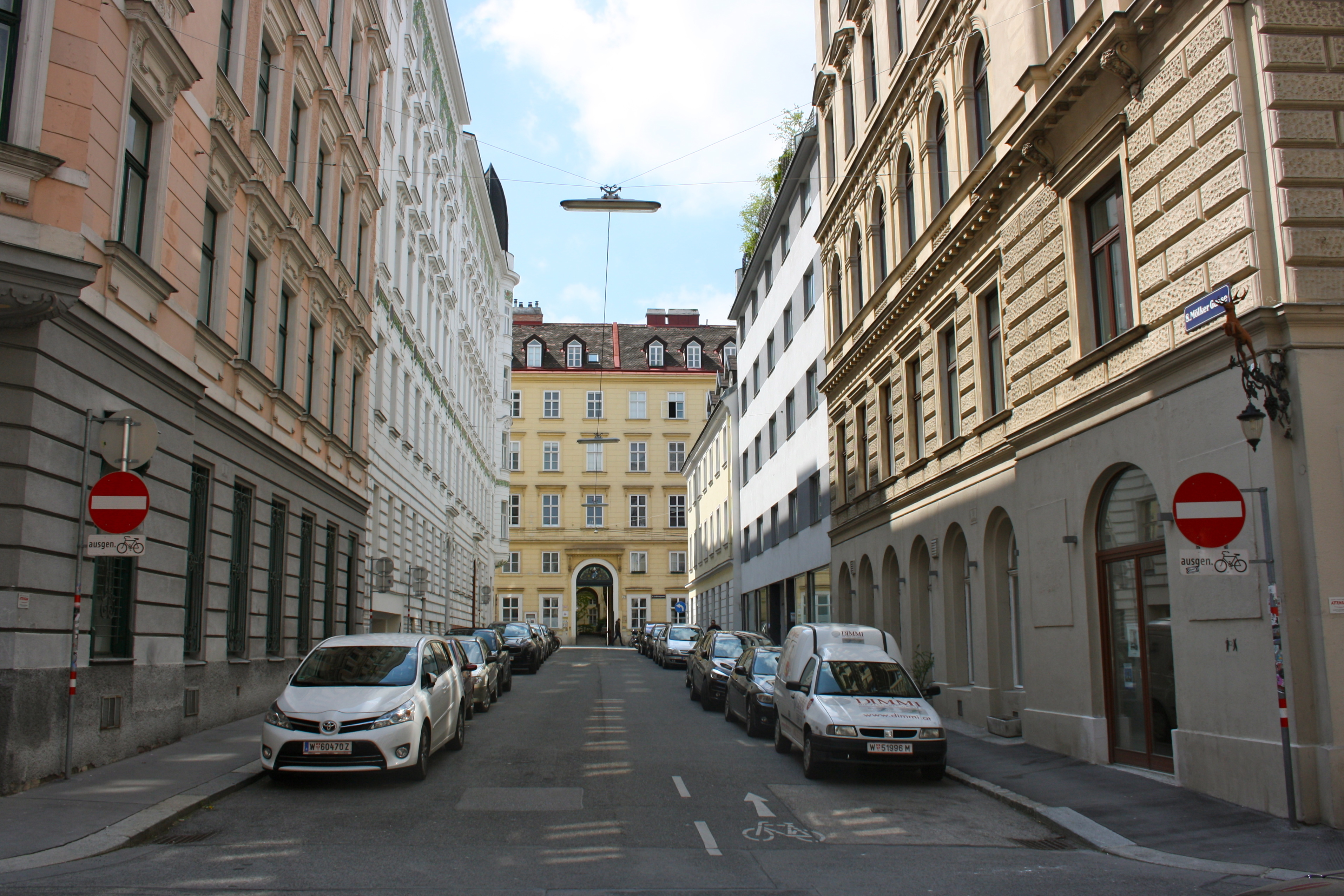
Mölker Gasse

- Maria-Treu-Gasse, 1862 benannt nach der Piaristenkirche Maria Treu am Jodok-Fink-Platz. Die Kirche wurde von 1698 bis 1719 – vermutlich nach Plänen von Lukas von Hildebrandt – als Ordenskirche der Piaristen errichtet, die in der Josefstadt auch ein Gymnasium unterhielten. Federführend bei der Ausgestaltung waren die Steinmetzmeister Sebastian Regondi und Joseph Winkler. Siehe auch Piaristengasse und Krotenthallergasse. Die Gasse hieß davor Pfarrgasse.
- Mölker Gasse, 1862 benannt nach dem ehemaligen Mölker Hof (= Melker Hof). Das Areal gehörte zunächst den Grafen Dietrichstein; 1852 wurde es vom Stift Melk erworben und 1858 verbaut. Der Melker Hof ist nicht zu verwechseln mit dem gleichnamigen Melker Hof in der Inneren Stadt, Schottengasse 3. Die Gasse hieß um 1794 Kugelgasse und dann bis 1862 Dietrichgasse.

## N

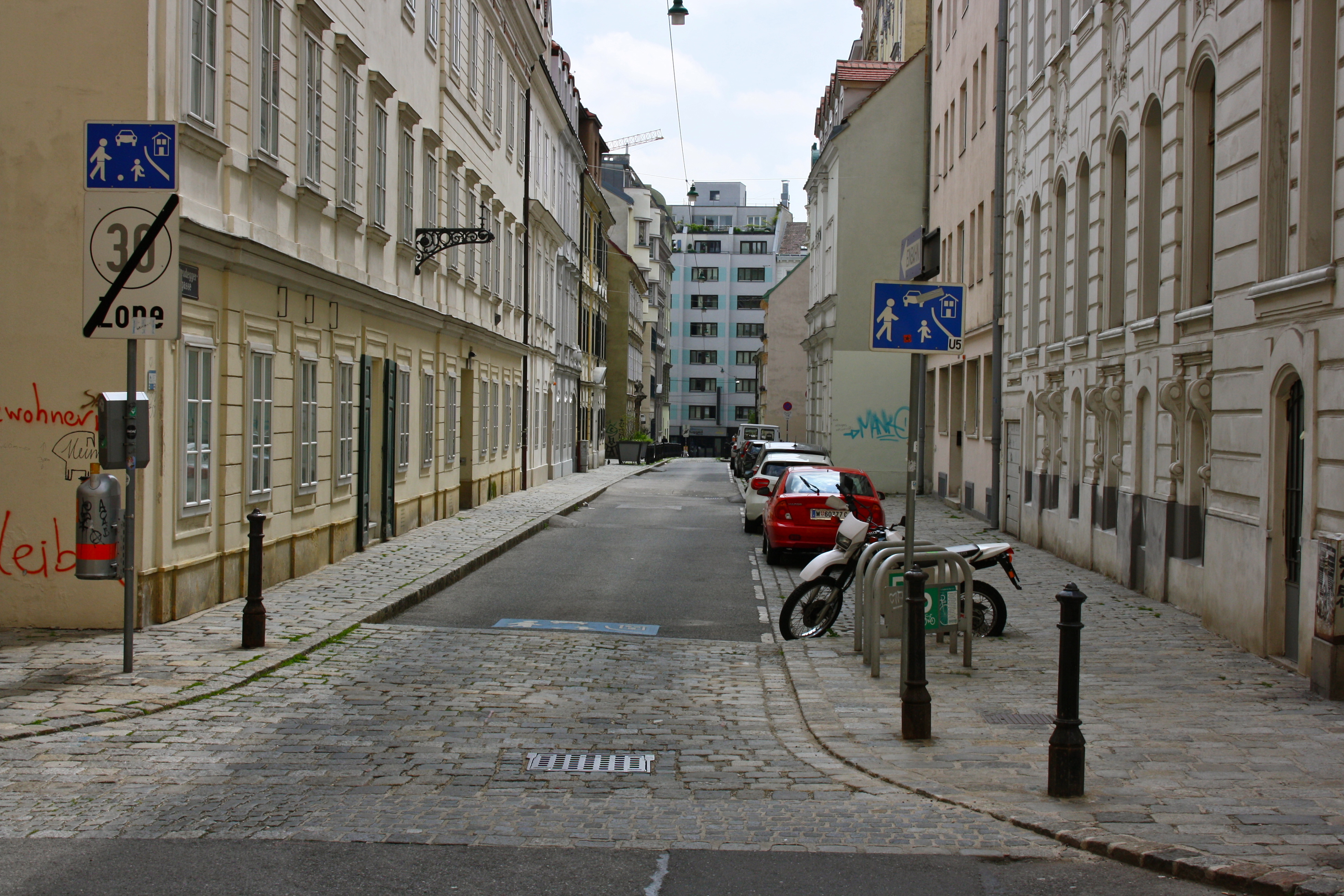
Neudeggergasse

- Neudeggergasse, benannt (Datum unbekannt, 1778 erwähnt) nach dem ehemaligen Neudegger Hof, dessen Name sich von dem alten Flurnamen Im Neideck ableitet. 1376 ist Jans, Kaplan der Kirche Maria am Gestade als Besitzer des Neudegger Hofs nachweisbar. In der folgenden Zeit war der Bischof von Passau Besitzer des Hofs; 1694 wurde das Schottenstift mit dem Neudegger Hof belehnt. Nach 1770 entstanden durch Parzellierung die Häuser der Neudeggergasse. Die Gasse hieß davor Alter Bergsteig; der Name bezieht sich vermutlich auf die Trasse eines alten Römerwegs.

## P
- Pfeilgasse, 1862 benannt nach dem ehemaligen Hausschild „Zum Pfeil“. Die Gasse hieß davor Neue Gasse im Sack.
- Piaristengasse, 1862 benannt nach dem Piaristenorden, der in der Josefstadt die Piaristenkirche erbaute. Die Kirche wurde von 1698 bis 1719 – vermutlich nach Plänen von Johann Lucas von Hildebrandt – als Ordenskirche errichtet. Die Piaristen (Schulbrüder) gehen auf eine Gründung des Spaniers José Calasanz (1557–1648) zurück. 1597 errichtete Calasanz im Kloster der Kirche Santa Dorotea in Rom die erste kostenfreie Schule für das gemeine Volk. Der Orden ist seit 1689 vornehmlich in Österreich, Böhmen, Ungarn und Polen tätig. Die Gasse ist nach 1716 entstanden, hieß bis 1810 Klostergasse, ein Teil bis 1862 Neuschottengasse. Siehe auch Krotenthallergasse und Maria-Treu-Gasse.

## R
- Roter Hof, 1862 benannt nach einem Hof in dieser Gegend, der ursprünglich „Im roten Sack“ genannt wurde; die Bezeichnung stammt vermutlich von der roten Tünchung der Gebäude. Der Rote Hof ist eine Sackgasse, die 1774 im Zuge von Parzellierungen entstand. Mit dem Rottenhof in der Josefstadt besteht kein Zusammenhang.

## S

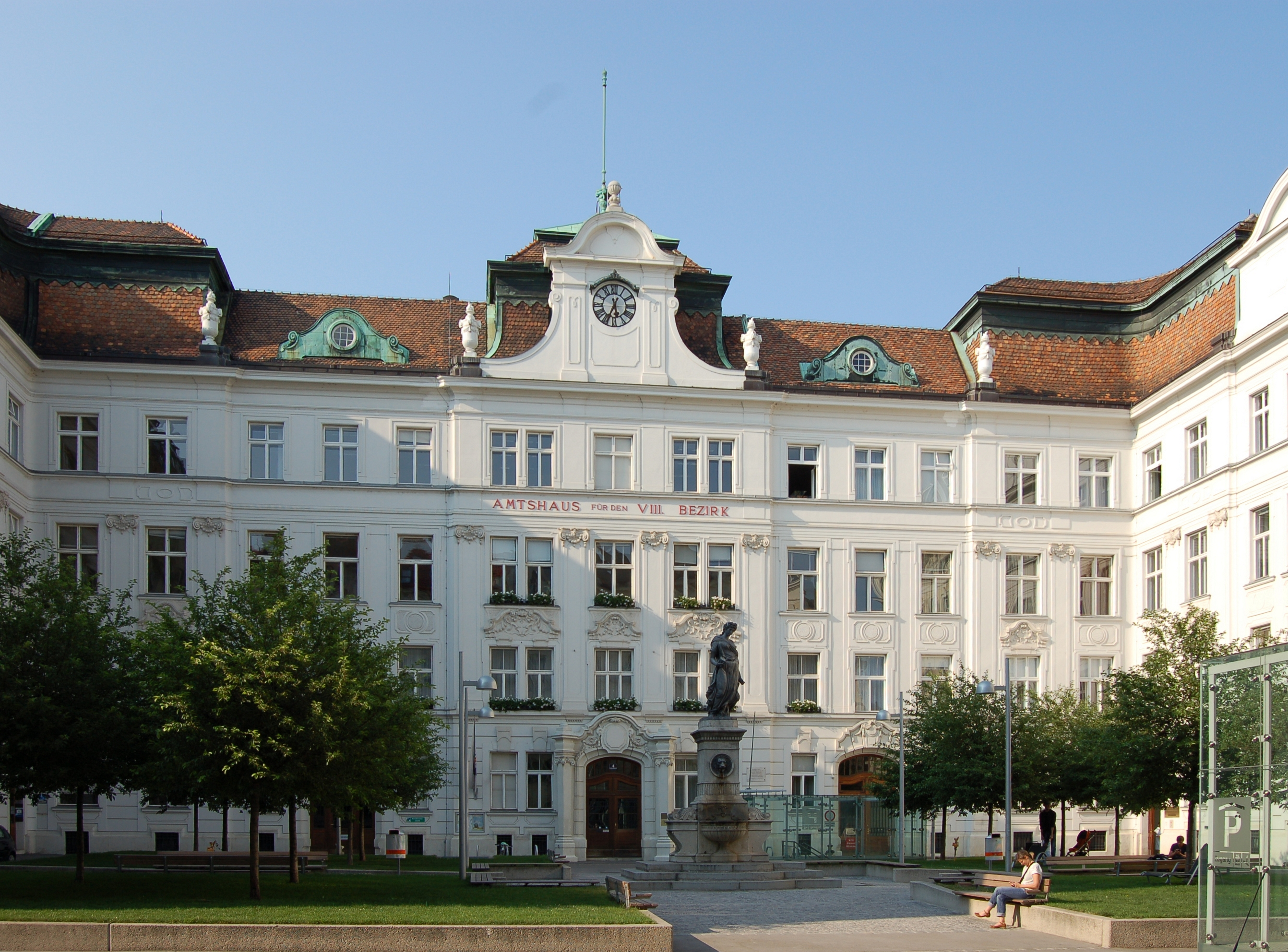
Schlesingerplatz

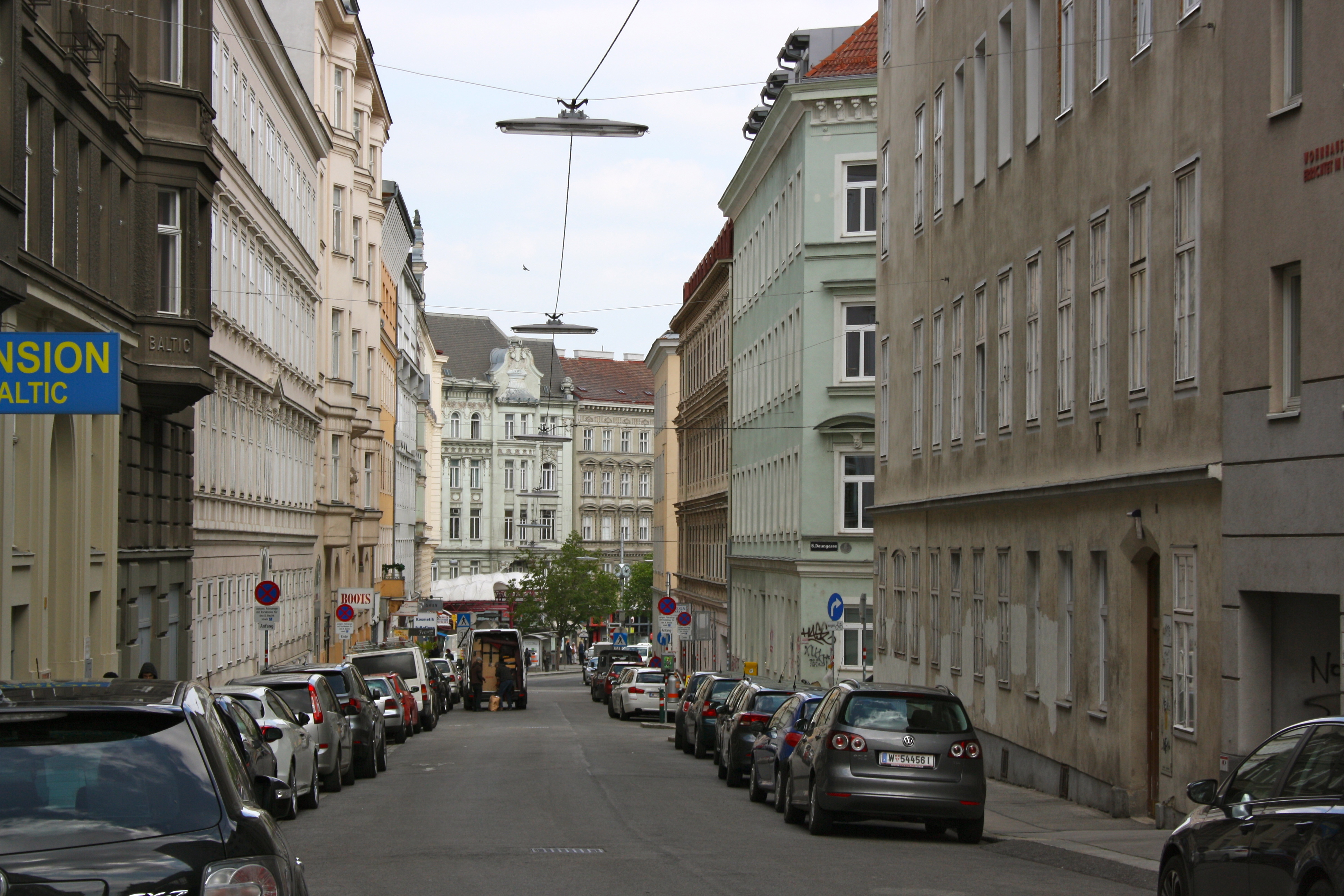
Skodagasse

- Sanettystraße, 1902 benannt nach dem Ehepaar Peter Sanetty (1814–1885) und Karoline Sanetty (1820–1897), das sich sozial engagierte. Peter Sanetty wuchs in einem Waisenhaus auf, arbeitete ab 1826 als Nadler und wurde 1836 Teilhaber der Firma Johann Grünhold. 1881 errichtete er eine Stiftung in Höhe von 30.000 Gulden, durch die 1881–1884 ein Waisenhaus für Knaben in der Josefstädter Straße 95 errichtet werden konnte. Karoline Sanetty errichtete 1886 eine Stiftung von 112.204 Gulden, mit deren Geld 1889 an derselben Adresse ein Waisenhaus für Mädchen eröffnet wurde.
- Schlesingerplatz, 2006 benannt nach der Publizistin, Politikerin und Frauenrechtlerin Therese Schlesinger (1863–1940); sie war 1919–1923 Mitglied der Konstituierenden Nationalversammlung und des Nationalrates und danach bis 1930 Mitglied des Bundesrates. Schlesinger verfasste die frauenpolitischen Teile des Linzer Programms der SDAP von 1926. Der Platz hieß 1901–1938 und 1948–2006 auch Schlesingerplatz, allerdings nach dem Geodäten, Naturphilosophen und Politiker Josef Schlesinger (1831–1901); als christlichsozialer Politiker war Schlesinger Reichsratsabgeordneter (1891–1901), Wiener Gemeinderat (1895–1901) unter Bürgermeister Karl Lueger und Bezirksvorsteher des 8. Bezirks. Die Josef-Schlesinger-Straße im 14. Bezirk Penzing ist seit 1901 nach ihm benannt. 1938–1948 hieß der Platz Conrad-von-Hötzendorf-Platz nach Feldmarschall Franz Conrad von Hötzendorf (1852–1925).
- Schlösselgasse, 1862 benannt nach dem ehemaligen Gasthausschild „Zum goldenen Schlössel“ auf Nr. 6. Das Wirtshaus, dessen Besitzer Schlössel hieß, wurde bereits 1694 erwähnt. 1863 erwarb Erhard Hammerand das Haus, das seine Erben als eine in ganz Wien bekannte Gaststätte weiterführten und ab 1870 in ein Hotel umwandelten. Als die Gärten rund um das Haus verbaut wurden, entstand die Schlösselgasse. Das Hotel wurde 1928 geschlossen, das Gebäude diente danach als Finanzamt. Die Gasse hieß davor Kleines Gassel in der Josefstadt und später Josefstädter Straße.
- Schmidgasse, 1841 benannt nach Josef Schmid (1790–1854), Ortsrichter der Josefstadt (1837–1854) und Gemeinderat (1848–1854). Die Gasse hieß 1839 Gemeindegasse.
- Schönborngasse, 1904 benannt nach dem Fürstbischof von Würzburg und Bamberg Friedrich Karl von Schönborn-Buchheim (1674–1746); er führte 1705–1731 als Reichsvizekanzler in Wien für die Kaiser Joseph I. und Karl VI. die Reichshofkanzlei. Im Spanischen Erbfolgekrieg konnte er erfolgreich zwischen Kaiser und Papst vermitteln. Schönborn war Bauherr oder Renovierer von rund 100 Kirchenbauten und Residenzen; so ließ er 1714 das Palais Schönborn in der nahe gelegenen Laudongasse errichten. Der nahe Schönbornpark ist ebenfalls nach ihm benannt.
- Skodagasse, 1881 benannt nach dem Mediziner Josef von Škoda (1805–1881), Professor für Pathologie an der Universität Wien (ab 1846). Mit der Gründung der Jüngeren oder Zweiten Wiener Medizinischen Schule leitete er mit Carl von Rokitansky und Ferdinand von Hebra einen Paradigmenwechsel ein, der die naturphilosophisch orientierte Medizin zur modernen, naturwissenschaftlich orientierten Medizin führte. Mit der Spezialisierung der Medizin, verbunden mit der Entwicklung neuer Disziplinen, erreichten „Wiener Mediziner“ Weltruf. Siehe auch die Rokitanskygasse im 17. Bezirk, Hernals, und die Hebragasse im 9. Bezirk, Alsergrund. 1987 wurde die Benennung um den Schauspieler Albin Skoda (1909–1961) erweitert; er spielte ab 1946 im Wiener Burgtheater Rollen der klassischen und modernen Weltliteratur und war dort bis zu seinem Tod Ehrenmitglied. Die Gasse hieß um 1400 der teuffe Graben und Im Hexentanz, 1700 Im Hohlweg, 1778 Kaserngasse (nach der Josefstädter Kaserne); ein Teil hieß später Breite Gasse, und bis 1881 Reitergasse und Hohlweggasse.
- Stolzenthalergasse, benannt (Datum unklar, eventuell 1855) nach dem Wachszieher Matthias Stolzenthaler (1814–1877); er schenkte der Gemeinde mehrere Grundstücke zur Errichtung der Gasse.
- Strozzigasse, 1862 benannt nach Gräfin Maria Katharina Strozzi (1633–1714), geborene Khevenhüller; sie kaufte 1702 einen Teil des Lerchenfelds, das dürre Lerchenfeld, und errichtete hier ein kleines Sommerpalais (Palais Strozzi). 1704 wurde ihr Besitz von Kaiser Leopold I. zum freien Rittergut erklärt, wodurch die rechtliche Grundlage für die Bildung einer selbstständigen Vorstadt gelegt wurde. 1746 wurde das Gebiet von der Stadt Wien gekauft und zu einer eigenen Vorstadt erklärt, die zu Ehren der Gräfin den Namen Strozzigrund erhielt. Die Gasse hieß davor Strozzigrund Hauptstraße.

## T

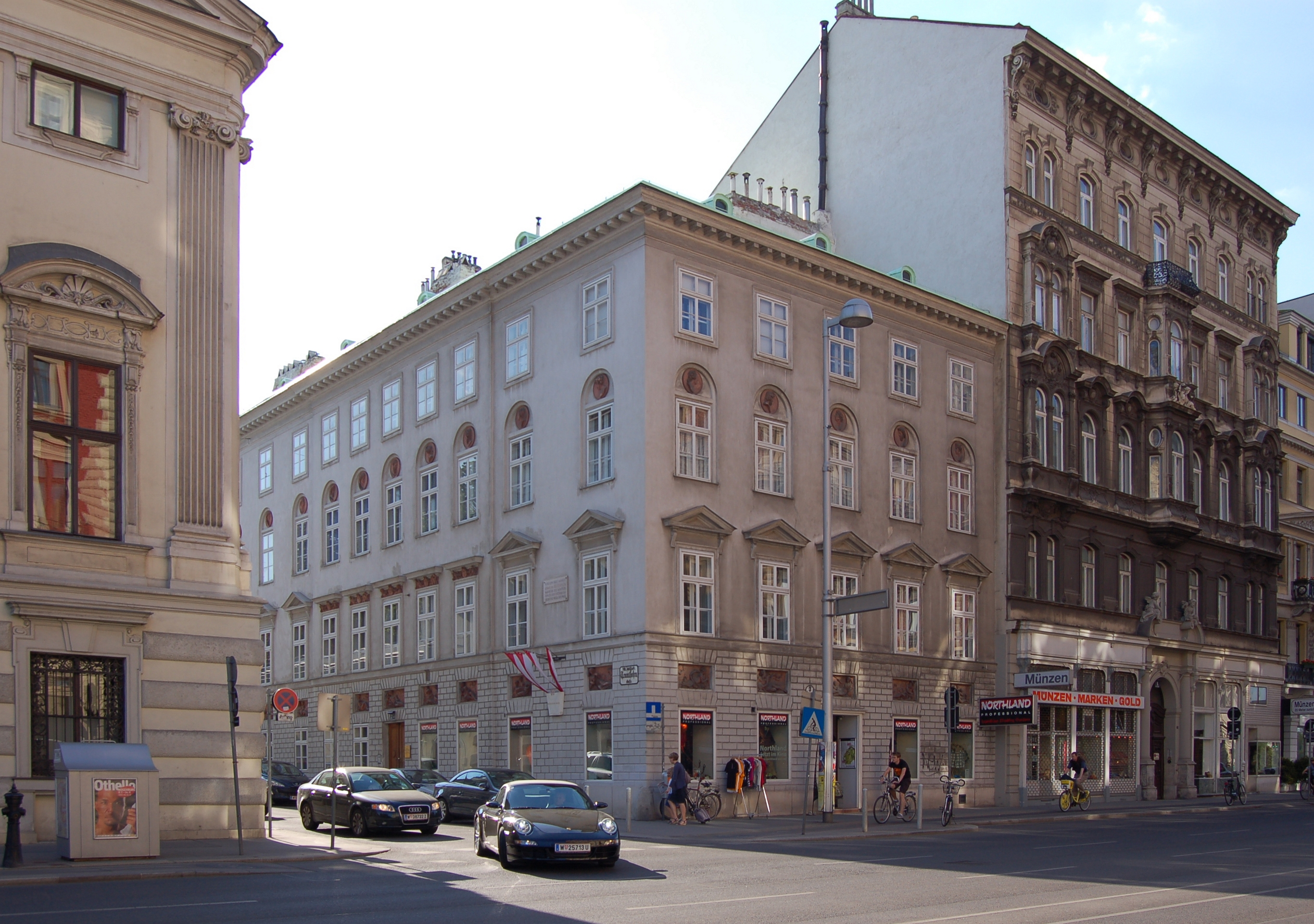
Trautsongasse

- Tigergasse, 1862 benannt nach dem ehemaligen Hausschild „Zum Tiger“ auf Nummer 38. Auf Nr. 17 befand sich um 1890 über dem Haustor das Lünettenrelief eines Tigers. Die Gasse entstand 1783 durch Parzellierung des ausgedehnten Besitzes des kaiserlichen geheimen Hoftaxamtsgegenhändlers Josef Anton von Pissing (1724–1776); er besaß die Häuser Nr. 14 und 27. Die Gasse hieß bis 1862 Alleegasse und 1913 kurzzeitig Loidoltgasse.
- Trautsongasse, 1862 benannt nach Fürsterzbischof Johann Joseph von Trautson (1707–1757); er wurde 1750 Koadjutor der Erzdiözese Wien und im selben Jahr Bischof. 1751 wurde er zum Fürsterzbischof ernannt, 1756 zum Kardinal. Kaiserin Maria Theresia ernannte ihn zum Protektor der theologischen und philosophischen Wissenschaften an der Universität Wien und zum Leiter des Neubaus der Universität. Das Palais Trautson im 7. Bezirk Neubau ist nicht nach ihm, sondern nach seinem Vater, dem Reichshofrat und Oberkämmerer Johann Leopold Donat Graf Trautson (1659–1724), benannt. Die Gasse wurde lange Zeit fälschlich und auch auf Straßentafeln Trautsohngasse (mit „h“) geschrieben. Sie hieß früher Schiffgasse und dann Schwibbogengasse.
- Trude-Waehner-Platz, 2019 benannt nach der  Malerin Trude Waehner (1900–1979); sie wurde in den 1920er-Jahren Mitglied der Künstlervereinigungen Hagenbund und Österreichischer Werkbund. 1938 emigrierte sie in die USA. Nebst Malen, Ausstellungen und Kunstunterricht, arbeitete sie auch wissenschaftlich an der Analyse der Formen in der Kunst. Der Platz liegt am volkstümlich so genannten Alser Spitz, wo die Skodagasse in spitzem Winkel von der Alser Straße abzweigt.
- Tulpengasse, 1862 benannt nach dem ehemaligen Hausschild „Zur Tulpe“. Die Gasse hieß vorher Schlösselgasse.

## U

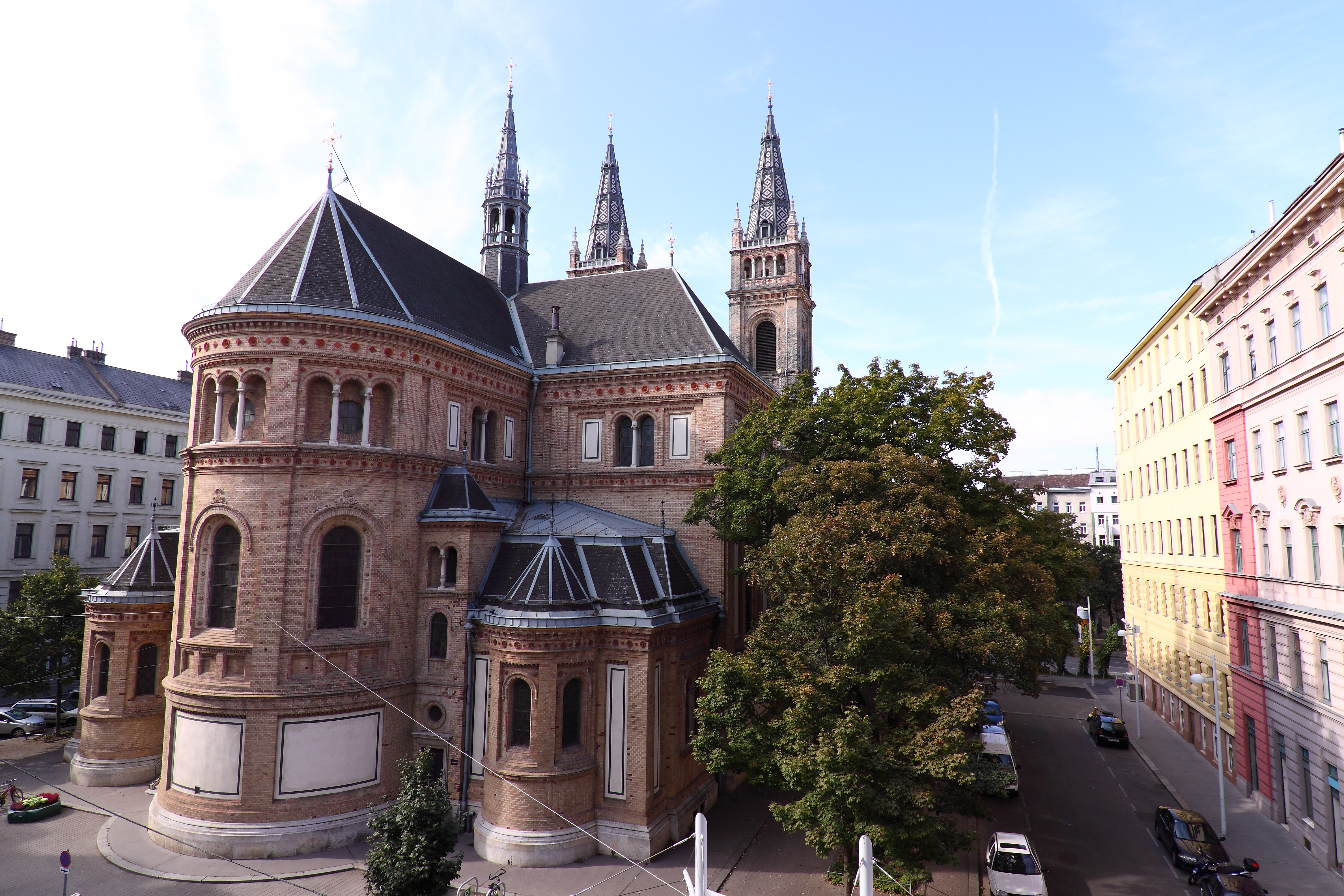
Uhlplatz

- Uhlplatz, 1894 benannt nach dem Juristen und Bürgermeister Eduard Uhl (1813–1892); er war von 1882 bis 1889 Bürgermeister von Wien. Er setzte sich vor allem für das Feuerwehr- und Rettungswesen sowie die Wiener Märkte ein. Politisch stand er als Liberaler in einem starken Gegensatz zu dem christlichsozialen Politiker Karl Lueger und dem deutschnationalen Lager um Georg von Schönerer. Sein Vorgänger war Julius Newald (siehe die Newaldgasse im 9. Bezirk Alsergrund), sein Nachfolger war Johann Nepomuk Prix (siehe die Prixgasse im 22. Bezirk Donaustadt). Der Platz hieß davor Kirchenplatz.

## W
- Wickenburggasse, 1809 benannt nach dem bis zu deren Auflösung 1803 wirkenden Gesandten der Kurpfalz am Wiener Hof, Anton Reichsgraf Wickenburg (1750–1813), pfalzbayerischer Wirklicher Geheimer Rat, General der Kavallerie, Gesandter in St. Petersburg und in Wien.[4] (Sein Sohn war der steirische  Gouverneur Matthias Graf Wickenburg.) Die Gasse war 1800–1808 eine Sackgasse hinter der Schlösselgasse. 1808 wurde sie nach der Parzellierung des Gartens des Löwenhauses (Wickenburggasse 18–23) zur Alser Straße durchgebrochen; Graf Wickenburg ließ 1810 das erste Haus in dieser Gasse erbauen. Das Eckhaus auf Nr. 23 (= Alser Straße 11) befand sich 1811–1874 im Besitz der Wickenburgs, später wohnte hier Hans Kelsen.[5]

## Z
- Zeltgasse, 1862 benannt nach dem angeblichen Zeltlagerplatz des Großwesirs Kara Mustafa Pascha während der zweiten Türkenbelagerung 1683; tatsächlich befanden sich die Zelte jedoch auf der Schmelz. Der Samthändler und Armeelieferant Louis Henry (1703–1789) besaß in dieser Gegend zahlreiche Grundstücke. Er ließ sie parzellieren, wodurch 1776 u. a. die Zeltgasse entstand. Die Gasse hieß zuvor Zwerchgasse (= Quergasse); sie wurde 2001 bis zur Lange Gasse verlängert.

## Historische Straßennamen
- Alleegasse: siehe Tigergasse
- Alsaerstrâzze: siehe Alser Straße
- Alser Platz: siehe Frankhplatz

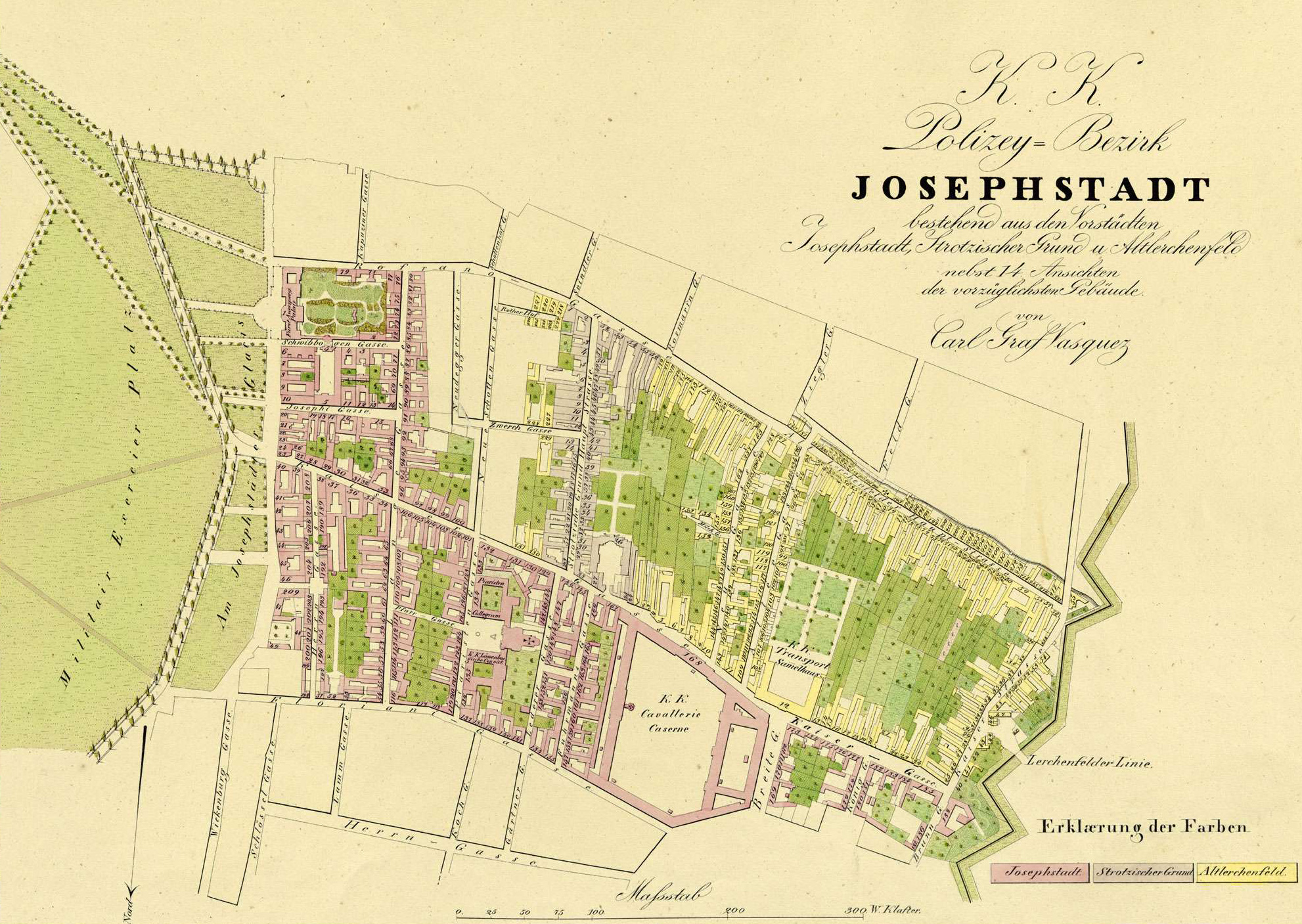
Josephstadt um 1830

- Alsergrund Hauptstraße: siehe Alser Straße
- Alstergasse: siehe Alser Straße
- Alte Lerchenfelder Hauptstraße: siehe Lerchenfelder Straße
- Alter Bergsteig: siehe Neudeggergasse
- Am Glacis: siehe Auerspergstraße bzw. Landesgerichtsstraße
- Am Paradeplatz: siehe Auerspergstraße bzw. Landesgerichtsstraße
- An der Lerchenfelderlinie: siehe Blindengasse
- Andreasgasse: siehe Laudongasse
- Äußere Gartengasse: siehe Fuhrmannsgasse
- Äußere Klostergasse: siehe Fuhrmannsgasse
- Blümelgasse: siehe Kochgasse
- Blumengasse: siehe Kochgasse
- Breite Gasse: siehe An der Alserbreite bzw. Skodagasse
- Brunngasse: siehe Blindengasse
- Bürgermeistergasse: siehe Lichtenfelsgasse
- Burggasse: siehe Josefstädter Straße
- Burgtorstraße: siehe Josefstädter Straße
- Der teuffe Graben: siehe Skodagasse
- Dietrichgasse: siehe Mölker Gasse
- Feldgasse: siehe Fuhrmannsgasse
- Gärtnergasse: siehe Fuhrmannsgasse bzw. Lederergasse
- Gemeindegasse: siehe Schmidgasse
- Gmaingasse: siehe Lerchengasse
- Große Gasse: siehe Alser Straße
- Gürtelstraße: siehe Hernalser Gürtel
- Herrengasse: siehe Laudongasse bzw. Buchfeldgasse
- Hinter dem alten Ziegelofen: siehe Lange Gasse
- Hinter den Ziegelöfen: siehe Lange Gasse
- Hintere Alstergasse: siehe Laudongasse
- Hintere Klostergasse: siehe Lederergasse
- Hofgasse: siehe Lange Gasse
- Hohlweggasse: siehe Skodagasse
- Im Hexentanz: siehe Skodagasse
- Im Hohlweg: siehe Skodagasse
- In der vordern Alstergassen: siehe Alser Straße
- Johannesgasse: siehe Lenaugasse
- Josefstädter Straße: siehe Schlösselgasse
- Kaisergasse: siehe Josefstädter Straße
- Karlsgasse: siehe Breitenfelder Gasse
- Kaserngasse: siehe Florianigasse bzw. Skodagasse
- Kirchenplatz: siehe Uhlplatz
- Kleines Gassel in der Josefstadt: siehe Schlösselgasse
- Klostergasse: siehe Piaristengasse
- Königsgasse: siehe Bennogasse
- Krebsgasse: siehe Löwenburggasse
- Kremser Straße: siehe Lerchenfelder Straße
- Kugelgasse: siehe Mölker Gasse
- Lämmelgasse: siehe Lammgasse
- Liniengasse: siehe Blindengasse
- Loidoltgasse: siehe Tigergasse
- Magazingasse: siehe Florianigasse
- Magazinplatz: siehe Bennoplatz
- Mittlere Gasse: siehe Josefsgasse
- Neue Gasse im Sack: siehe Pfeilgasse
- Neue Gasse: siehe Lange Gasse bzw. Lerchengasse
- Neuschottengasse: siehe Piaristengasse
- Obere Burgtorgasse: siehe Josefstädter Straße
- Obere Klostergasse: siehe Lederergasse
- Pfarrgasse: siehe Maria-Treu-Gasse
- Piaristengasse: siehe Jodok-Fink-Platz
- Rathausstraße: siehe Landesgerichtsstraße
- Reitergasse: siehe Skodagasse
- Rofranogasse: siehe Lerchenfelder Straße
- Schiffgasse: siehe Trautsongasse
- Schlösselgasse: siehe Tulpengasse
- Schottentorgasse: siehe Florianigasse
- Schwibbogengasse: siehe Trautsongasse
- Strozzigrund Hauptstraße: siehe Strozzigasse
- Zwerchgasse: siehe Zeltgasse

1939–1945
- Conrad-von-Hötzendorf-Platz: siehe Schlesingerplatz
- Streblgasse: siehe Kupkagasse